# Aschaffenburg

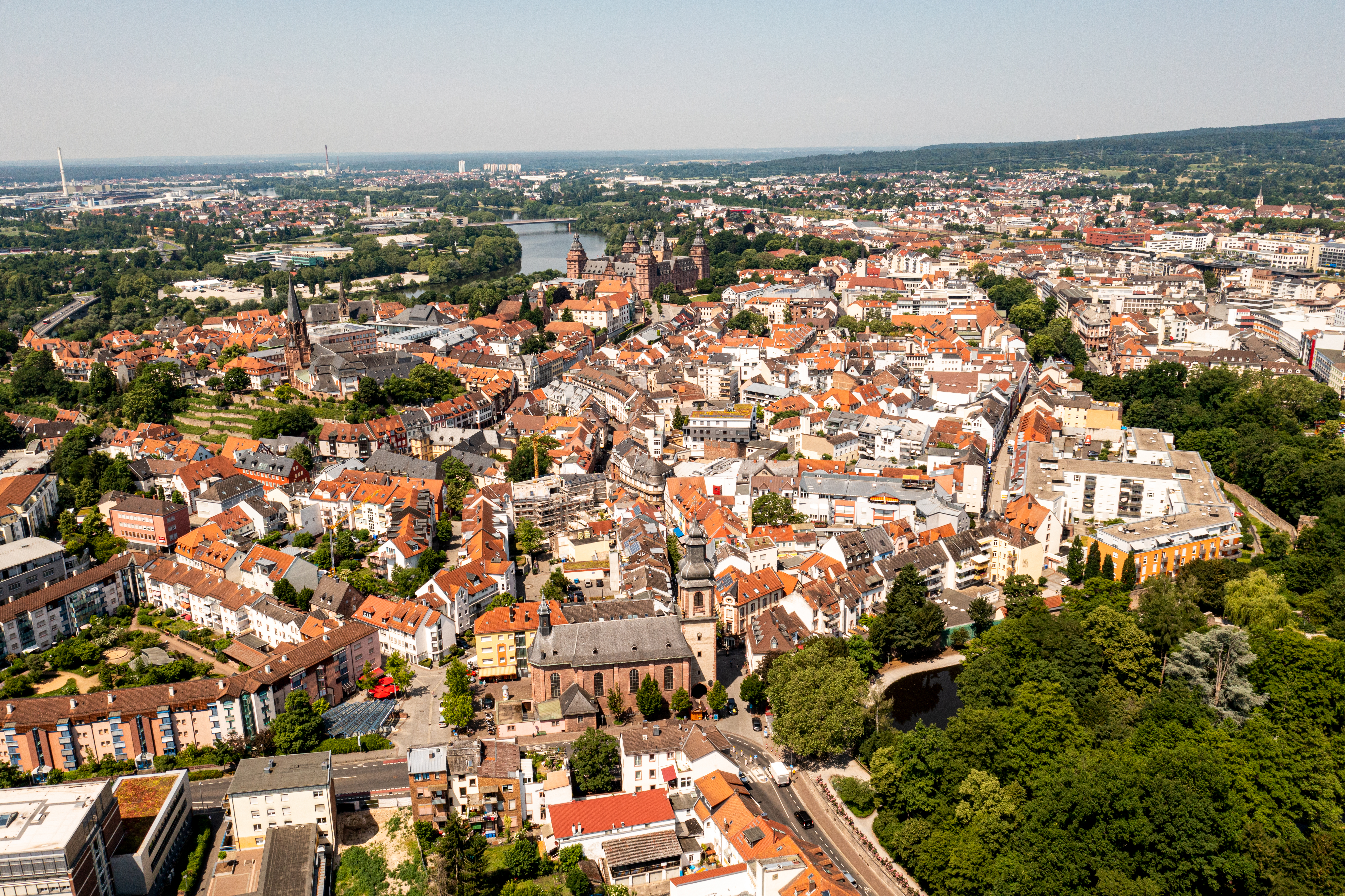
Aschaffenburger Altstadt

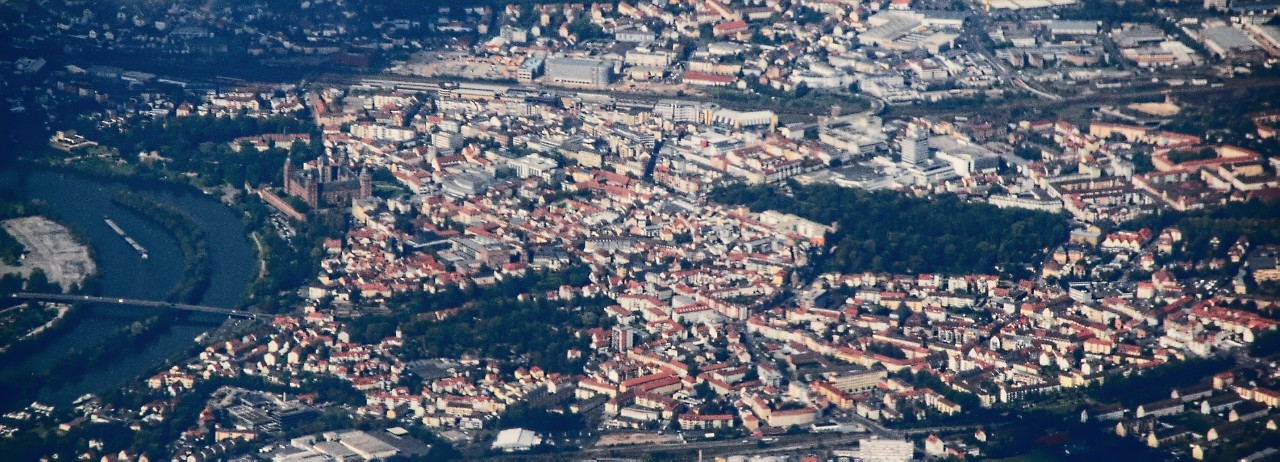
Aschaffenburger Innenstadt

Aschaffenburg ([aˈʃafn̩ˌbʊɐk], Ausspracheⓘ, lokal: Aschebersch [ˈaʒəˌbɛːʃ]) ist eine kreisfreie Mittelstadt im bayerischen Regierungsbezirk Unterfranken, Teil der Metropolregion Frankfurt/Rhein-Main, größte Stadt der Region Bayerischer Untermain und nach Würzburg die zweitgrößte Stadt im Regierungsbezirk Unterfranken. Die Stadt ist Sitz des Landratsamtes Aschaffenburg und der Technischen Hochschule Aschaffenburg.

## Geografie

### Lage
Aschaffenburg liegt an der Nordwestecke des Mainvierecks an der Mündung der Aschaff in den Main und am Westrand des Spessarts. Das Stadtgebiet ist auf drei Seiten vom Landkreis Aschaffenburg umgeben und grenzt im Süden an den Landkreis Miltenberg. Der höchste Geländepunkt liegt bei 391,5 m ü. NHN am Westhang des Pfaffenberges an den Grenzen der vorgenannten Landkreise (Lage). Die niedrigste Stelle liegt bei 108,5 m ü. NHN (Lage) im Unterwasser der Staustufe Obernau.

### Stadtgliederung und -umgebung

Stadtgliederung Aschaffenburg

Maßgeblich für die statistische Einteilung nach Stadtteilen ist die Kleinräumige Gliederung 2010. Nach der Kleinräumigen Gliederung 2010 werden die Einwohnerzahlen (Wohnbevölkerung) der Stadtteile und ihre flächenmäßige Größe bestimmt. Am 31. Dezember 2019 hatte Aschaffenburg 71.002 Einwohner. Aschaffenburg gliedert sich in zehn Stadtteile, die an diesem Tag folgende Einwohnerzahlen aufwiesen:
- Stadtmitte, bestehend aus den Stadtteilen Stadtmitte/Innenstadt und Stadtmitte/Aschaffenburg-Ost: 26.311 Einwohner, 841 ha
- Damm: 13.874 Einwohner, 731 ha
- Schweinheim: 10.776 Einwohner, 1598 ha
- Nilkheim: 5.304 Einwohner, 802 ha
- Obernau: 5.020 Einwohner, 810 ha
- Leider: 3.471 Einwohner, 317 ha
- Strietwald: 3.254 Einwohner, 755 ha
- Österreicher Kolonie: 1.675 Einwohner, 32 ha
- Gailbach: 1.716 Einwohner, 316 ha
- Obernauer Kolonie: 922 Einwohner, 45 ha

An das Stadtgebiet von Aschaffenburg grenzen folgende Gemeinden (im Uhrzeigersinn, von Norden beginnend): Johannesberg, Glattbach, Goldbach, Hösbach, Haibach, Bessenbach, Sulzbach am Main, Niedernberg, Großostheim, Stockstadt am Main, Mainaschaff und Kleinostheim.

### Geologie
Das Mineral Aventurin-Quarz findet sich in Europa nur an ein paar Stellen, nämlich in der Nähe von Aschaffenburg und in Österreich bei Mariazell in der Steiermark. Ansonsten findet man es in Europa in größerem Maße besonders am Ural.

### Schutzgebiete
Im Stadtgebiet gibt es zwei Naturschutzgebiete, ein Landschaftsschutzgebiet, 26 Naturdenkmäler, drei FFH-Gebiete und sechs vom Bayerischen Landesamt für Umwelt ausgewiesene Geotope (Stand 2019).
Seit 2018 gibt es südlich von Schweinheim das Nationale Naturerbe Aschaffenburg.
Siehe auch:
- Liste der Naturschutzgebiete in der Stadt Aschaffenburg
- Liste der Landschaftsschutzgebiete in Aschaffenburg
- Liste der Naturdenkmäler in Aschaffenburg
- Liste der FFH-Gebiete in der Stadt Aschaffenburg
- Liste der Geotope in Aschaffenburg

### Streuobstwiesen
Streuobstwiesen sind Lebensräume vieler seltener Tiere und Pflanzen. Im Stadtgebiet sind infolge des bis ins 20. Jh. fortgeltenden Kurmainzischen Rechts durch Erbteilung ziemlich schmale Grundstücke entstanden, die oft im Nebenerwerb bewirtschaftet wurden. Infolge der in den 1960er Jahren einsetzenden Sozialbrache und nach Unterbleiben staatlicher Flurbereinigungen sind viele dieser Baumäcker und Obstwiesen erhalten geblieben. Seit geraumer Zeit werden viele davon wieder besser gepflegt, werden Hochstamm-Obstbäume regionaler Sorten nachgepflanzt. Damit konnte neben anderen streng geschützten Vogelarten zwischen Schweinheim und Obernau eine Population des seltenen Steinkauzes überleben.
Im Jahr 2000 ging aus dem behördlichen Naturschutz in Zusammenarbeit mit dem Landesbund für Vogelschutz die „Schlaraffenburger Streuobstagentur“ hervor, ein privates Unternehmen mit Sitz in Mömbris-Heimbach, das sich neben der Verwertung von Streuobst mit der Pflege der regionstypischen Kulturlandschaft und der Erhaltung ihrer artenreichen Lebensräume befasst. Hierzu schließt das Unternehmen Obstlieferverträge mit regionalen Grundeigentümern und vermarktet die aus dem Obst gewonnenen Erzeugnisse.
Die Grundeigentümer müssen ihre Vertragsflächen nach Bioland-Richtlinien bewirtschaften.

## Geschichte

### Ortsname
Der ursprüngliche Name Ascafaburc setzt sich aus den Wörtern ascafa, das den Fluss Aschaff beschreibt (siehe dazu Name der Aschaff) und dem althochdeutschen burch, für Burg, zusammen.
Frühere Schreibweisen der Stadt aus diversen historischen Karten und Urkunden waren:
- um 700 ascapha(burg)
- 976 Ascafaburc
- 982 Ascafaburg
- 1131 Aschapheneburch
- 1143 Aschafenburc
- 1173 Aschaffenburg
- latinisiert: Schaffnaburgum[7]
- Jiddisch scherzhaft: toches meloches zijaun (Arsch schaffen Zion [= Burg])[8]

### Mittelalter

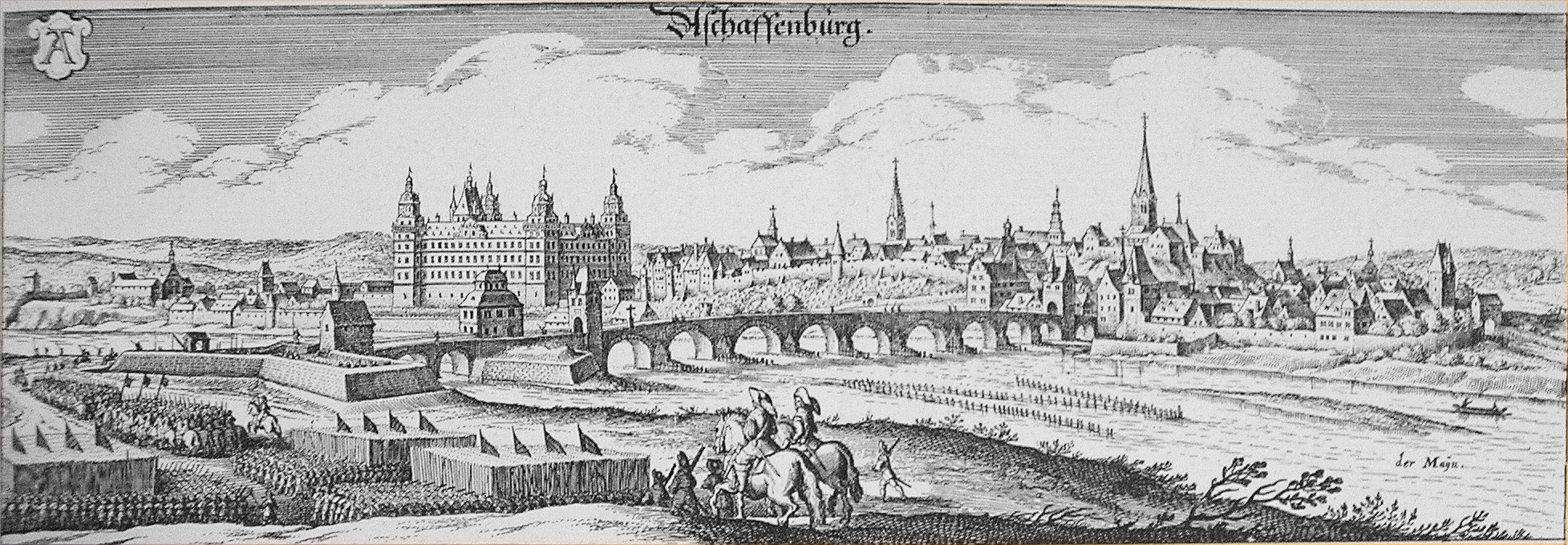
Aschaffenburg. Stich von Matthaeus Merian in der Topographia Germaniae.

Erste Siedlungsspuren auf dem Gebiet Aschaffenburgs stammen bereits aus der Steinzeit. Vorläuferin der heutigen Stadt war eine spätantike Höhensiedlung auf dem Stadtberg, die vom späten 4. bis ins späte 5. Jahrhundert n. Chr. besiedelt war. Nach ihrer Aufgabe erfolgte jedoch zunächst eine Siedlungsunterbrechung bis in die zweite Hälfte des 6. Jahrhunderts.
Um 957 gründeten Herzog Liudolf von Schwaben und seine Frau Ida das Kollegiatstift St. Peter und Alexander. Als kirchliche Institution, wenn auch noch nicht in Form eines Kollegiatstifts, existierte die Klerikergemeinschaft bereits weit früher. 982 gingen Stadt und Stift Aschaffenburg als Schenkung von Herzog Otto (mit Zustimmung Kaiser Ottos II.) an das Erzstift Mainz (Erzbischof Willigis) über.
Seit dem 10. Jahrhundert bis zum Reichsdeputationshauptschluss im Jahre 1803 gehörte Aschaffenburg zum Mainzer Kurfürstentum und war damals die Zweitresidenz der Mainzer Erzbischöfe. Das vom Erzstift Mainz weltlich beherrschte Territorium war im gesamten Mittelalter und in der Frühen Neuzeit sehr stark fragmentiert. Der größte zusammenhängende Teil („Oberes Erzstift“) befand sich um Aschaffenburg herum im Bereich des heute so genannten Bayerischen Untermain, zog sich aber auch bis nach Buchen, Walldürn und Tauberbischofsheim im heutigen Nordbaden. Deshalb war die Stadt ein bedeutender Verwaltungssitz und häufiger Aufenthaltsort der Erzbischöfe und Kurfürsten.
Vermutlich 869 gab es schon eine Kapelle, an der Stelle, wo heute die Stiftskirche St. Peter, später St. Peter und Alexander steht. Denn hier fand die Hochzeit zwischen König Ludwig III. und der sächsischen Grafentochter Liutgard statt. 989 ließ der Erzbischof von Mainz, Willigis, eine erste Holzbrücke über den Main bauen. Um 1122 befestigte der Erzbischof Adalbert I. von Saarbrücken die Siedlung bzw. erneuerte deren Befestigung. 1144 erhielt Aschaffenburg das Marktrecht und 1161 Stadtrechte. Noch vor 1346 entstand die Ummauerung der Vorstadt um die Agathakirche. Im selben Jahr bestätigte Erzbischof Heinrich III. von Virneburg die Privilegien der Stadt.
Aschaffenburg war Mitglied des Rheinischen Städtebundes von 1254/57 und von Anfang des 14. Jahrhunderts bis 1526 Mitglied des Neunstädtebundes im mainzischen Oberstift.

### Neuzeit

#### Frühe Neuzeit

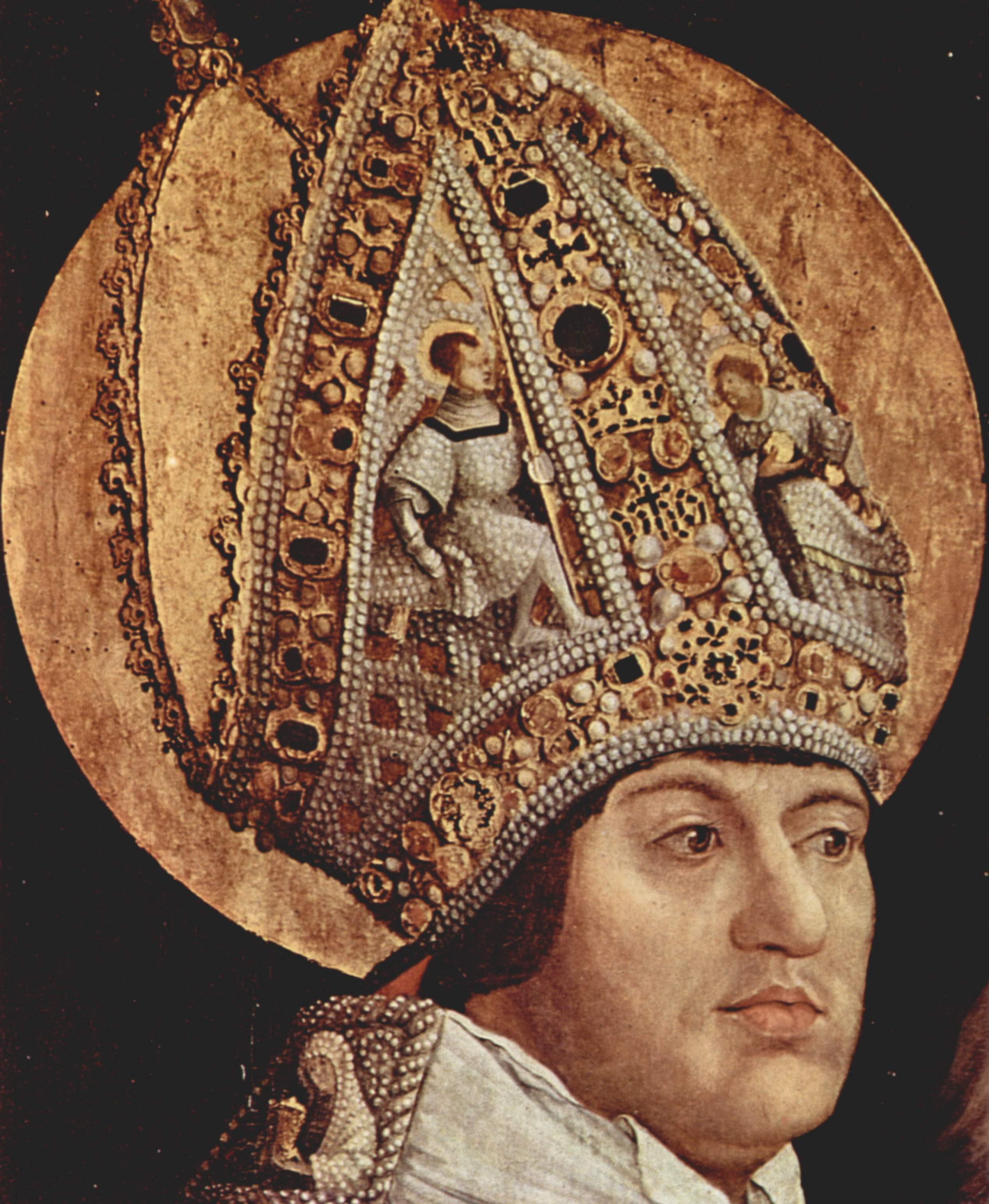
Albrecht von Brandenburg als Hl. Erasmus auf der Erasmus-Mauritius-Tafel von Matthias Grünewald

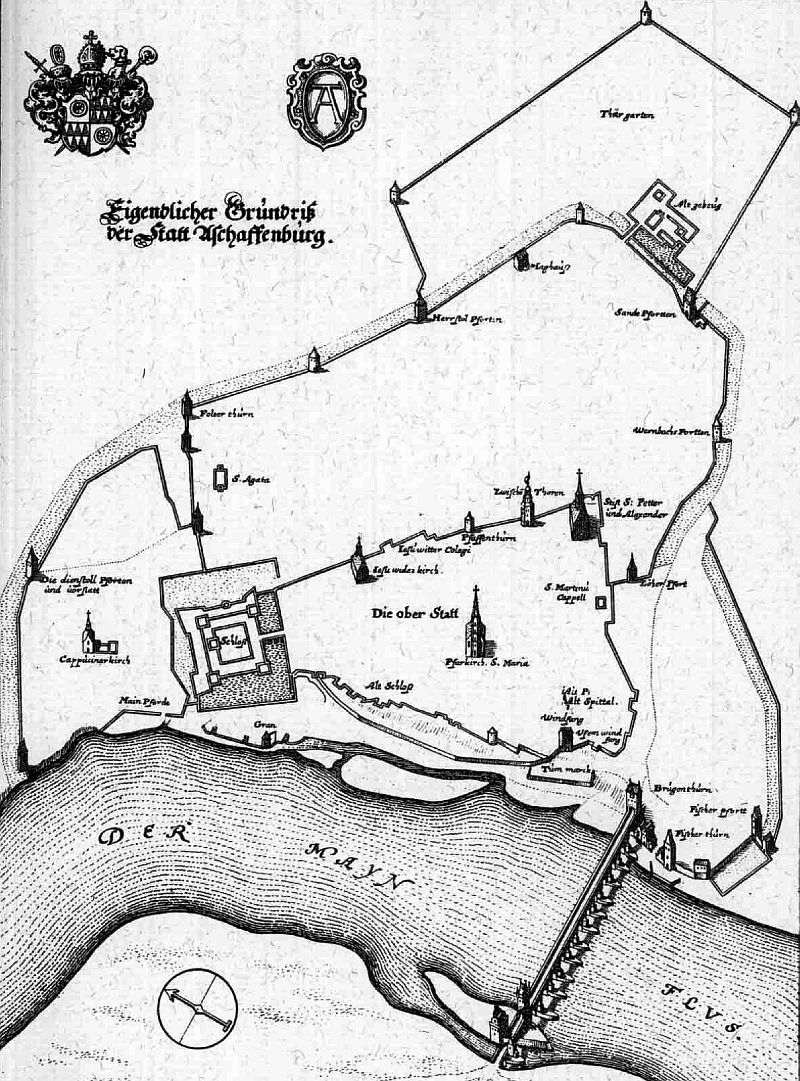
Aschaffenburg – Auszug aus der Topographia Hassiae von Matthäus Merian 1655

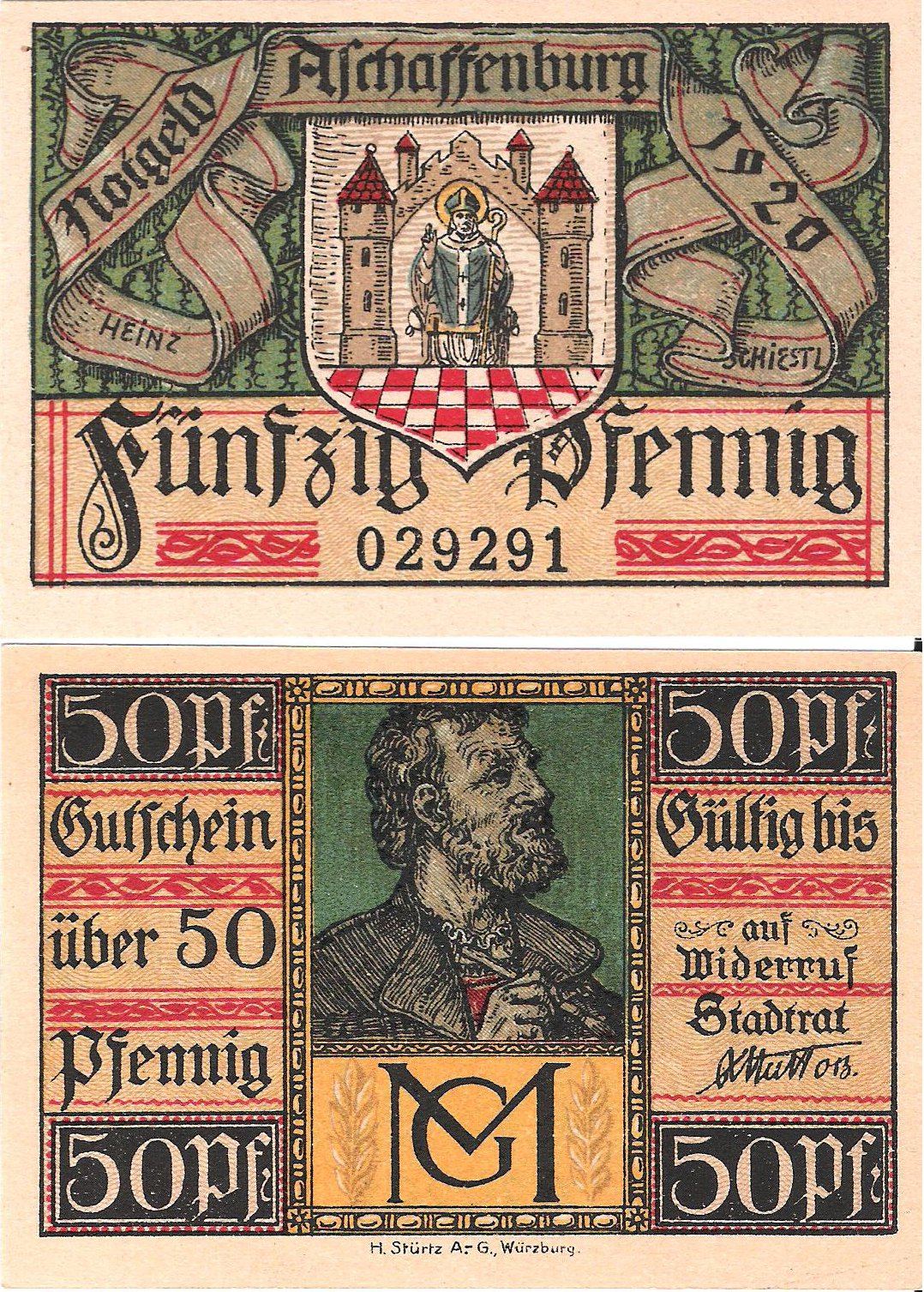
50 Pfennig Aschaffenburger Notgeld mit einem Profil-Porträt Grünewalds auf der Rückseite, gestaltet von Heinz Schiestl

Der Erzbischof und Kurfürst von Mainz, Albrecht von Brandenburg, residierte anfangs in Halle (Saale) und wirkte schon dort als Mäzen bildender Künstler, wobei er besonders Lucas Cranach den Älteren umfangreich mit Aufträgen bedachte. Als Albrecht 1541 infolge der Reformation seine Residenz hier her verlegte, brachte er viele seiner der Kirche gestifteten Kunstschätze mit. So wechselten in den Besitz der Stiftskirche St. Peter und Alexander mehrere Cranach-Bilder und ein Reliquien-Kalender, in welchem zu jedem Tagesheiligen eine seiner Reliquien gesammelt wurde. Aus seiner neuen Residenz führte Albrecht auch den berühmten Schriftwechsel mit Martin Luther zum Ablasshandel.
Im Jahr 1516 gaben die Stiftsherren von St. Peter und Alexander bei Mathis, dem Maler, später als Matthias Grünewald berühmt geworden, Altarbilder in Auftrag.
1547, während des Schmalkaldischen Krieges, verheerten die Truppen des Grafen von Oldenburg die Stadt Aschaffenburg und ihre Umgebung.
Im Jahr 1552 wurde im zweiten Markgräflerkrieg die alte Johannisburg zerstört, vermutlich durch Truppen des Albrecht II. Alcibiades. Kurfürst Johann Schweikhard von Cronberg ließ an ihrer Stelle 1605 bis 1619 unter Erhaltung des alten Bergfrieds das Schloss Johannisburg im Renaissance-Stil errichten.
Schon unter Erzbischof und Kurfürst Johann Adam von Bicken nach 1596 und in der Regierungszeit seines Nachfolgers Johann Schweikhard von Cronberg kam es in Aschaffenburg zu Hexenprozessen, die zu mehreren hundert Hinrichtungen auf dem Scheiterhaufen führten. So wurden am 19. Dezember 1611 zwei vermeintliche Hexen enthauptet und verbrannt: Margarethe Rücker, die Wirtin der Gastwirtschaft Goldener Karpfen und Elisabeth Strauß, vulgo die Kreuzschneiderin.
Von 1631 bis 1634 war Aschaffenburg Bestandteil des Schwedischen Staates in Mainz. In diesem Zusammenhang ist eine Sage bedeutsam, nach der Aschaffenburg der Brandschatzung durch Gustav Adolf entging.
Im Ersten Koalitionskrieg besetzten 1796 französische Truppen Aschaffenburg. Sie wurden am 5. September 1796 von den „Spessarter Schützen“, zumeist Spessarter Bauern, die sich gegen die Besatzer erhoben hatten, wieder vertrieben.

#### 19. Jahrhundert
Nach Anerkennung der Rheingrenze durch Österreich im Frieden von Campo Formio 1797 wurde die Stadt Mainz französisch und Aschaffenburg zum neuen Regierungssitz des Kurmainzischen Erzstiftes. 1803 wurde für den letzten Kurfürsten und Kanzler des alten Reiches, Karl Theodor von Dalberg, das Fürstentum Aschaffenburg geschaffen und Aschaffenburg zu dessen Hauptstadt. 1810 ging das Fürstentum Aschaffenburg im Großherzogtum Frankfurt auf, und die Stadt Aschaffenburg wurde Verwaltungssitz eines Departements und eines Distrikts gleichen Namens. Karl Theodor von Dalberg residierte als Großherzog von Frankfurt bis zu seinem Abdanken am 28. Oktober 1813 zugunsten des Thronfolgers Eugène de Beauharnais außer im Palais Thurn und Taxis zu Frankfurt am Main oft auch noch im Schloss Johannisburg.
Infolge des Pariser Vertrages vom 3. Juni 1814 gehört Aschaffenburg seit dem 26. Juni 1814 zu Bayern. Von 1835 bis 1865 war Adalbert von Herrlein Bürgermeister von Aschaffenburg. Während seiner Amtszeit stiegen die Einwohnerzahlen stark an. 1837 wurden die Gefängnisse in den Stadttürmen aufgelöst und „hinter der Sandkirche“ eine Frohnveste (Gerichtsgefängnis) gebaut. Von 1840 bis 1848 ließ König Ludwig I. von Bayern das Pompejanum errichten. 1846 wurde im Bereich des Sattigschen Saales mit der Errichtung der Landwirtschafts- und Gewerbeschule begonnen (Ecke Kolping-/Weißenburger Straße) und das Gebäude der Forstschule mit einem Forstgarten errichtet.
1854 wurde Aschaffenburg Richtung Westen (Strecke nach Frankfurt) und Richtung Osten an das Bahnnetz angeschlossen und der Hauptbahnhof wurde eröffnet. Die Ludwigs-Westbahn von Bamberg nach Aschaffenburg war die zweite Hauptbahn der Bayerischen Staatseisenbahnen nach der Ludwig-Süd-Nord-Bahn.
Während des Deutschen Krieges fanden am 14. Juli 1866 bei Aschaffenburg Gefechte statt.
1899 wurde Aschaffenburg an das deutsche Telefonnetz angeschlossen.

#### Revolution 1918/19
Im Zuge der Novemberrevolution wurde in Aschaffenburg am 9. November 1918, dem Tag der Ausrufung der Republik in Deutschland, ein Arbeiter- und Soldatenrat gebildet, wobei die in der Stadt vorhandenen Behörden bestehen blieben. Nach dem Mord an Bayerns Ministerpräsident Kurt Eisner verhängte dieser Arbeiter- und Soldatenrat am 23. Februar 1919 über die Stadt den Belagerungszustand, der allerdings schon drei Tage darauf wieder aufgehoben wurde. An diesem 26. Februar verweigerten zudem die Aschaffenburger Pfarreien das zum Gedenken an Eisner angeordnete Glockenläuten. Am 7. April wurde in Aschaffenburg wie in München und anderen bayerischen Städten die Bayerische Räterepublik ausgerufen. Am 9. April wendete sich das in Aschaffenburg stationierte Jägerbataillon gegen die Bayerische Räterepublik. Nach einem Ultimatum des Würzburger Generalkommandos der Bayerischen Armee ging dank Verhandlungen die Zeit der Räterepublik in Aschaffenburg ohne Blutvergießen zu Ende. Am 26. Mai wurden die führenden Köpfe der Räterepublik Rudolf Hartig, Jean Stock, Stefan Eser und Peter Pfarrer wegen Beihilfe zum Hochverrat zu Festungshaft zwischen eineinviertel und zwei Jahren verurteilt.

#### Jüdische Gemeinde
700 Jahre lang waren jüdische Familien in der Stadt ansässig. Die Aschaffenburger Juden begruben ihre Verstorbenen, wie auch Juden der näheren und weiteren Umgebung, zunächst in Frankfurt und seit Beginn des 18. Jahrhunderts auf dem Jüdischen Friedhof (Verbandsfriedhof) im Stadtteil Schweinheim. Dort wird mit einem Gedenkstein sieben jüdischer Bürger gedacht, die vor ihrer drohenden Deportation 1942 durch Suizid starben.
Im Sommer 1841 gründeten Aschaffenburger Juden die Ressource-Gesellschaft, einen geselligen Verein. Im Jahr 1890 entstand, an den Altstadtfriedhof angrenzend, ein weiterer jüdischer Friedhof. Von jüdischem Leben zeugt zudem das ehemalige Schul- und Rabbinerwohnhaus am Wolfsthalplatz, das die Jüdische Gemeinde 1898 an Stelle ihrer um das Jahr 1698 gebauten und 1887 niedergelegten Synagoge errichtet hat. Der 1893 neu errichtete Synagogen-Neubau wurde beim Novemberpogrom 1938 von SA-Männern geschändet und zerstört. Die Kosten für die Abbrucharbeiten der Synagoge musste die jüdische Gemeinde übernehmen. Einzig das Rabbinatsgebäude blieb erhalten; nach einer Nutzung u. a. als Städtisches Jugendhaus errichtete hier die Stadt Aschaffenburg 1984 das „Museum jüdischer Geschichte und Kultur“, das in einer Dauerausstellung über die Verfolgung und Ermordung von mindestens 188 jüdischen Bürgern in der Shoa informiert. 
Auf dem nach dem wohltätigen jüdischen Bankier Wolfsthal benannten Platz erinnert eine Gedenktafel an die Verfolgung und an die Ermordung von etwa 300 Aschaffenburger Juden. Auch wurden in Aschaffenburg Stolpersteine als Mahnmal gelegt. In Aschaffenburg gab es von 1925 bis zum Verbot jüdischer Logen eine B’nai-B’rith-Loge namens Philo-Loge. Ihr Logenheim, Lamprechtstraße 21 (heute Hausnummer 37), wurde am 3. November 1935 als Andreas-Bauriedl-Haus zum Sitz der NSDAP-Kreisleitung.

#### Zweiter Weltkrieg
Aschaffenburg war vom 27. September 1944 bis zum 25. März 1945 das Ziel von 20 Luftangriffen der Westalliierten. Am 21. November 1944 warf die Royal Air Force Sprengbomben auf große Teile von Aschaffenburg, besonders im Stadtteil Damm. Etwa die Hälfte der Aschaffenburger wurde obdachlos, 344 Menschen starben.
Bei Herannahen der US-Armee im Frühjahr 1945 wurde Aschaffenburg zum Festen Platz, umgangssprachlich „Festung“ erklärt und sollte unter allen Umständen gehalten werden. Major Emil Lamberth wurde zum Kampfkommandanten ernannt. Als US-General Robert T. Frederick bemerkte, dass der Widerstand dortiger Kämpfer stärker als andernorts war, befahl er seinem 157. Infanterie-Regiment systematischen Artilleriebeschuss und Luftangriffe auf Aschaffenburg und Dörfer in der Umgebung, um beim darauffolgenden Häuserkampf möglichst wenige eigene Soldaten zu verlieren.
Die US-Truppen errichteten am 25. März 1945 zu Beginn der Schlacht um Aschaffenburg nach Einnahme der unzerstört gebliebenen Nilkheimer Eisenbahnbrücke südlich der Stadt am rechten östlichen Mainufer einen Brückenkopf. Um den südlichen Aschaffenburger Stadtteil Schweinheim kam es zu Tage währenden Gefechten, bevor die Alliierten zur Innenstadt vordringen konnten, um die an den Ostertagen 1945 heftig gekämpft wurde. Nach neuntägiger Verteidigung kapitulierte die Garnison am 3. April 1945. Nach den Zerstörungen des Luftkrieges wurden durch den Artilleriebeschuss bei der Einnahme der Stadt so bedeutende Kultur- und Baudenkmäler wie das Schloss Johannisburg und das Pompejanum noch schwerer beschädigt beziehungsweise zerstört.

#### Nach 1945

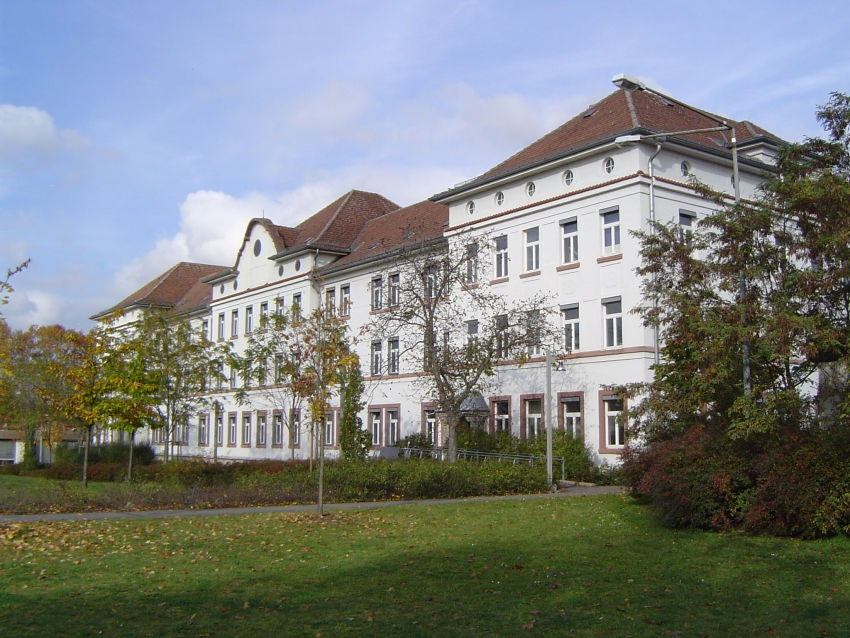
Ehemalige Jägerkaserne, seit 1995 TH Aschaffenburg, Gebäude 20 (von 2005)

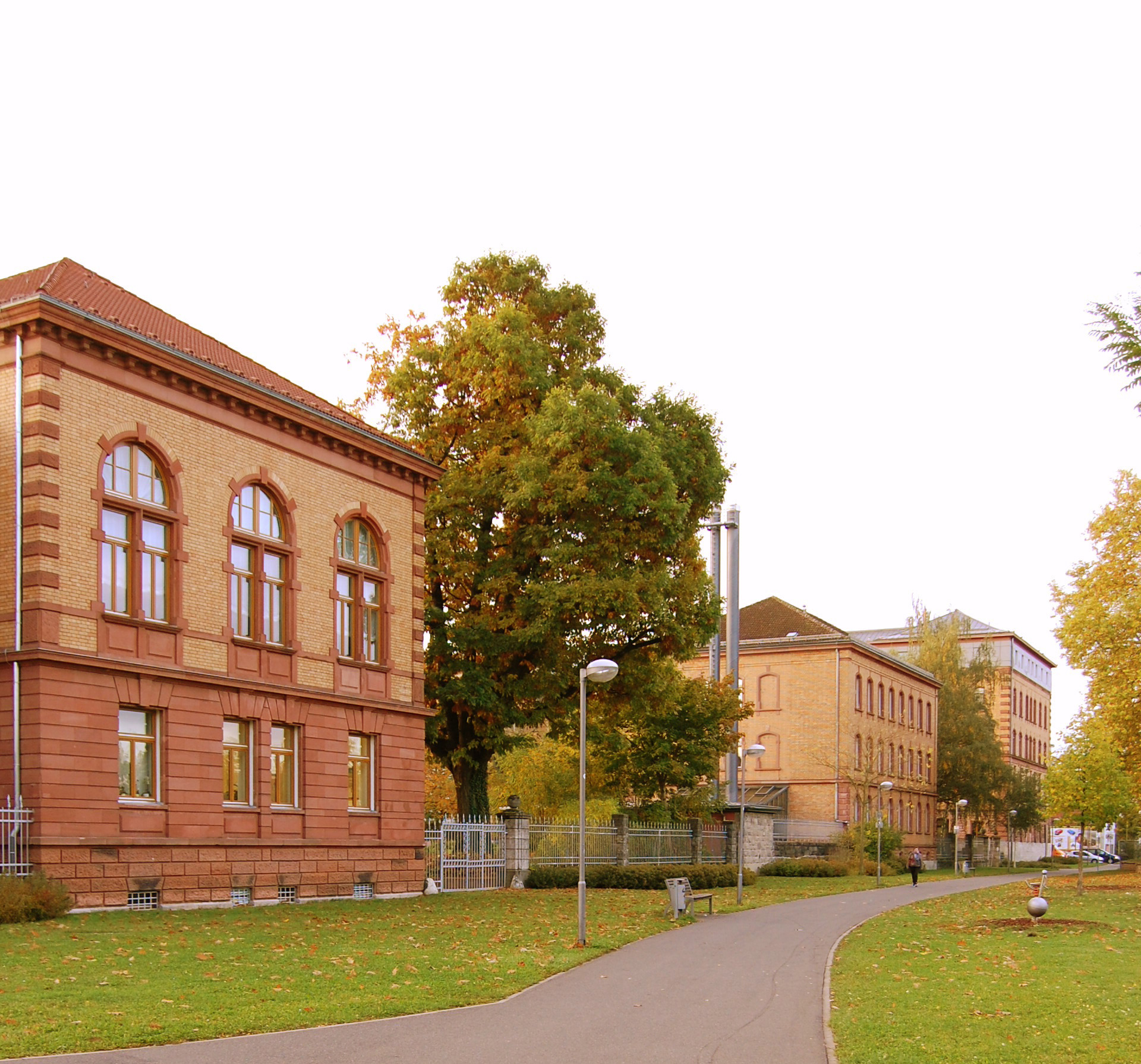
Ehemalige Jägerkaserne, seit 1995 TH Aschaffenburg (von 2012)

In den ersten Nachkriegsjahren wurden die zerstörten Kirchen wiederhergestellt, ab 1954 das Schloss und ab 1984 das Pompejanum – Bauwerke, die die Stadt prägten und nun wieder prägen. Andere wertvolle Gebäude, wie das Deutschordenshaus, wurden nur in Teilen wieder aufgebaut. Vom historischen Rathaus wurde lediglich der Portikus in das Sitzungsgebäude des neuen Rathauses integriert. Erst auf Betreiben einer Bürgerinitiative wurde 1995 das in den 1920er Jahren freigelegte Fachwerk des Hauses zur weißen Taube, genannt Löwenapotheke, rekonstruiert. Der Bassenheimer und der Dalberger Hof blieben verloren.
Nach dem Ende des Zweiten Weltkriegs 1945 gehörte Aschaffenburg zur Amerikanischen Besatzungszone. Die US-Militärverwaltung richtete zur Unterbringung von Displaced Persons (DP) ein DP-Lager in der Lagarde-Kaserne ein. Die meisten von ihnen stammten aus der Ukraine und aus Polen. Es gibt Hinweise darauf, dass sich in fünf weiteren Aschaffenburger Kasernen DP-Lager befunden haben. Aschaffenburg spielte auch eine Rolle in nachrichtendienstlichen Operationen der Alliierten. Diese befürchteten, dass sich unter den DPs sowjetische Agenten befanden, welche versuchten, Einfluss auf die ukrainischen Exilgemeinden zu nehmen. Im Jahr 1947 wurde Julius Revay, der ehemalige Ministerpräsident der unabhängigen Karpato-Ukrainischen Republik und mutmaßliche sowjetische Agent, von den amerikanischen Behörden in Aschaffenburg verhaftet. Dabei war er vermutlich in die Aktivitäten der ukrainischen DP-Lager involviert. Die Verhaftung Revays verdeutlicht die Komplexität der politischen und geheimdienstlichen Situation in der Region unmittelbar nach dem Krieg.
Aschaffenburg diente auch als Rückzugsort für ehemalige Gestapo-Agenten und mutmaßliche Kollaborateure. So wurde 1958 bekannt, dass ein ehemaliger Gestapo-Agent, Wurzing, aufgrund seiner Zusammenarbeit mit dem CIC weiterhin für US-Dienste tätig war, obwohl er für die Ermordung von 20 Ukrainern verantwortlich gemacht wurde.
Die Aschaffenburger Kasernenanlagen aus der Zeit vor 1918 und vor allem des Dritten Reiches wurden während des Kalten Krieges von der US-Armee belegt.
Am 9. Juli 1958 wurde die Anschlussstelle Aschaffenburg-Zentrum der Autobahn A3 dem Verkehr übergeben. Im selben Jahr erhielt die Stiftskirche St. Peter und Alexander den päpstlichen Titel Basilica minor und wurde so zur Stiftsbasilika St. Peter und Alexander. Im Jahre 1978 initiierte Guido Knopp einen Geschichtsdiskurs, die bis 2008 jährlich stattfindenden Aschaffenburger Gespräche.
In den Jahren 1990 bis 1992 wurden folgende US-Militärbasen geschlossen: Taylor Barracks (ehemaliges Heeresverpflegungsamt, Goldbacher Straße), Aschaffenburg Army Airfield (Militärflugplatz, Mainwiesenweg), Fiori Barracks (ehemalige Pionierkaserne, Christian-Schad-Straße), Graves Barracks (ehemalige Bois Brule-Kaserne, Bayreuther Straße), Ready Barracks (ehemalige Artilleriekaserne, Josef-Dinges-Straße), Smith Barracks (ehemalige Lagarde-Kaserne, Am Funkhaus), Jaeger Kaserne (ehemalige Jägerkaserne, errichtet 1896, Würzburger Straße).
In der Jägerkaserne war bis zum Ersten Weltkrieg das 2. Königlich-Bayerische Jägerbataillon stationiert. 1995 eröffnete hier die Fachhochschule Würzburg-Schweinfurt eine Außenstelle (in dieser Zeit Fachhochschule Würzburg-Schweinfurt-Aschaffenburg). Bald darauf wurde die Außenstelle Aschaffenburg zur selbständigen Fachhochschule Aschaffenburg (seit 2019 Technische Hochschule Aschaffenburg).
2007 wurde das militärische Übungsgelände in den Stadtteilen Schweinheim und Gailbach an die Eigentümer zurückgegeben.

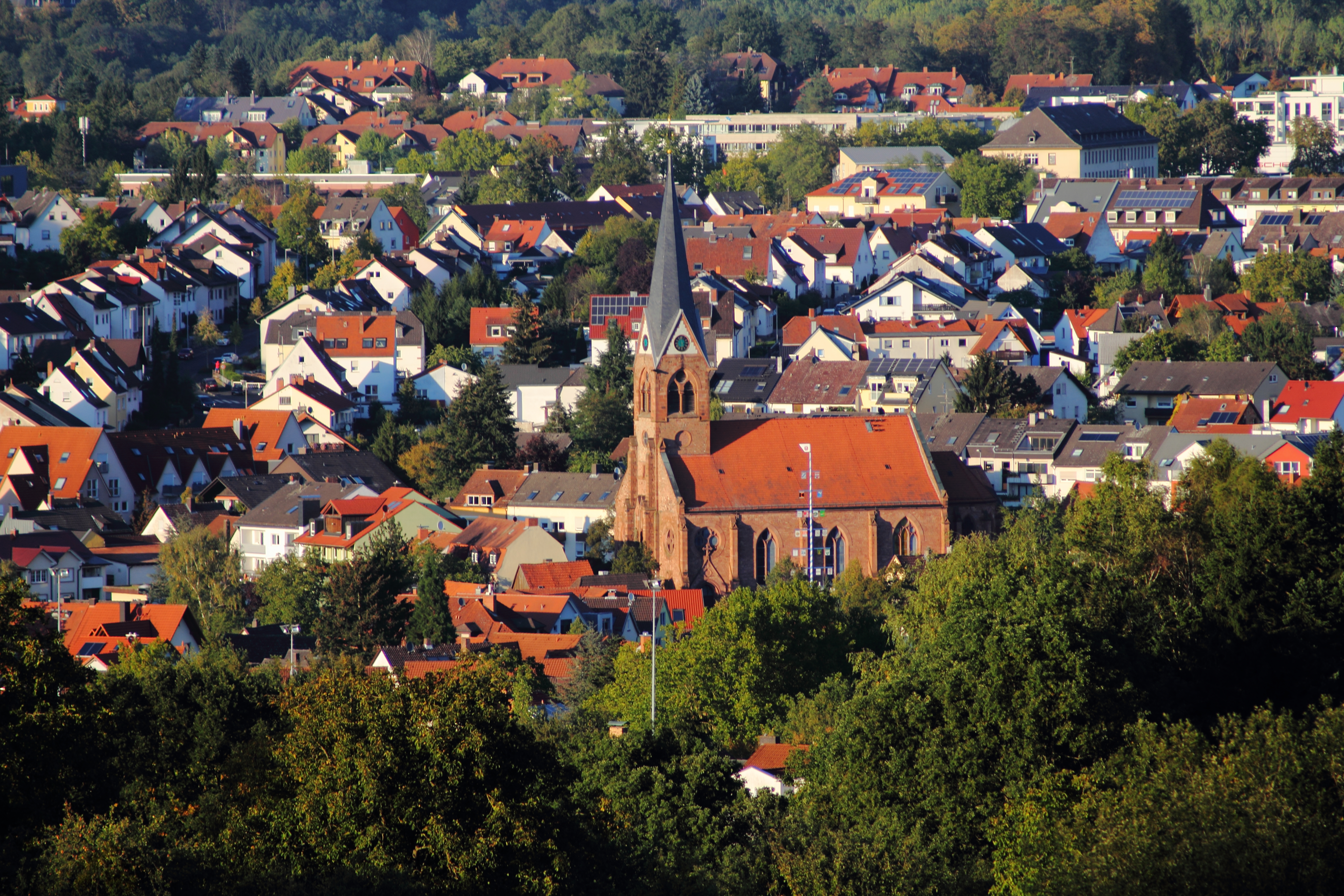
Stadtteil Schweinheim

Am 22. Januar 2025 wurden bei einem Messerangriff ein Kleinkind und ein Mann getötet sowie drei weitere Menschen schwer verletzt. Der Angriff ereignete sich im innerstädtischen Park Schöntal. Tatverdächtig ist ein ausreisepflichtiger 28-jähriger Afghane, der unmittelbar nach der Tat von der Polizei festgenommen wurde.

### Eingemeindungen
In die kreisfreie Stadt Aschaffenburg wurden eingemeindet:
- 1. März 1901:[35] Leider
- 1. Juli 1901:[35] Damm
- 1. April 1939:[35] Schweinheim
- 1. April 1975:[36] Gailbach
- 1. Mai 1978:[36] Obernau

### Einwohnerentwicklung

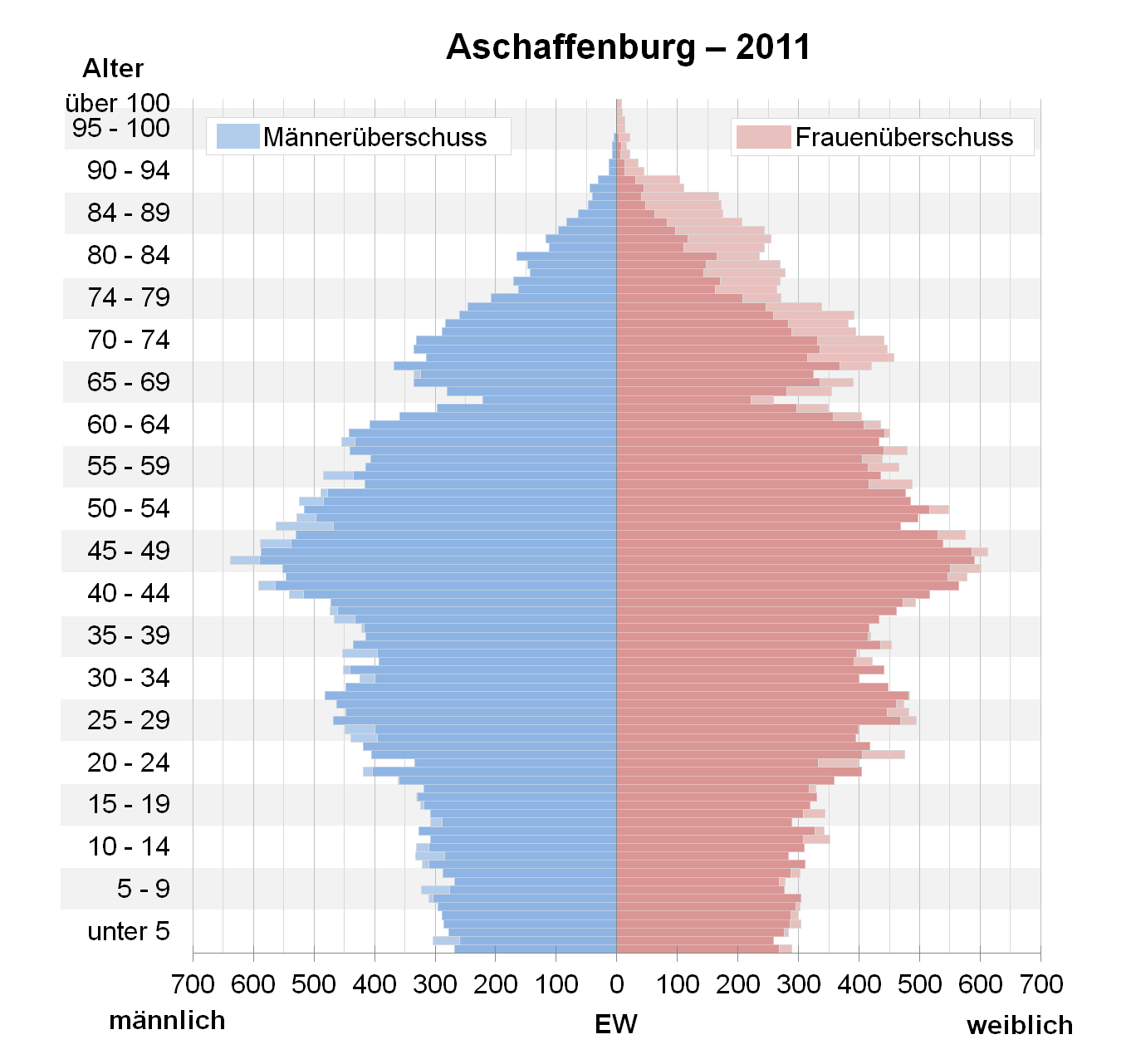
Bevölkerungspyramide für Aschaffenburg (Datenquelle: Zensus 2011)

Im Mittelalter und in der frühen Neuzeit wuchs die Bevölkerung von Aschaffenburg nur langsam und ging durch die zahlreichen Kriege, Seuchen und Hungersnöte immer wieder zurück. So musste die Stadt Einwohnerverluste hinnehmen während des Dreißigjährigen Krieges (1618–1648) und nach einem Ausbruch der Pest im Jahre 1635.
Mainz wurde 1792 von französischen Truppen unter General Custine erobert. Der Kurfürst Friedrich Karl Joseph von Erthal und das Mainzer Domkapitel flohen nach Aschaffenburg. 1792 hatte Aschaffenburg etwas über 3000 Einwohner. Nach der Besetzung des linken Rheinufers 1794 übersiedelten zahlreiche Menschen aus Mainz und den übrigen linksrheinischen Gebieten nach Aschaffenburg; 1812 lebten dort etwa 6.600 Menschen. Mit der Industrialisierung im 19. Jahrhundert setzte sich das Bevölkerungswachstum fort.
Deutlich sichtbar sind die Auswirkungen des Zweiten Weltkrieges. Nach über 20 alliierten Luftangriffen zwischen September 1940 und März 1945 lag der größte Teil der Stadt in Schutt und Asche. Allein beim schwersten Angriff am 21. November 1944 starben 344 Menschen. Insgesamt verlor Aschaffenburg durch Evakuierung, Flucht und Luftangriffe ein Drittel seiner Bewohner (14.518 Personen). Die Bevölkerungszahl sank von 45.379 im Jahre 1939 auf 30.861 im Dezember 1945. Im Jahre 1950 wurde der Vorkriegsstand wieder erreicht. Am 30. Dezember 2006 betrug die „Amtliche Einwohnerzahl“ für Aschaffenburg nach Fortschreibung des Bayerischen Landesamtes für Statistik und Datenverarbeitung 69.863 (nur Hauptwohnsitze und nach Abgleich mit den anderen Landesämtern).
Da die Volkszählung in der Europäischen Union 2011 die Einwohnerzahl in Deutschland insgesamt deutlich nach unten korrigierte, wurde auch die Einwohnerzahl Aschaffenburgs des 31. Dezember 2010 von 68.678 für den 9. Mai 2011 fortgeschrieben und dabei nach einem bestimmten Faktor pauschal auf 67.359 gesenkt. Bereits am 31. Dezember 2017 wurde mit 69.928 Einwohnern nicht nur der Stand von vor dem Zensus 2011, sondern auch der oben als historischer Höchststand bezeichnete Stand vom 30. Dezember 2006 deutlich überschritten.
Die folgende Übersicht zeigt die Einwohnerzahlen nach dem jeweiligen Gebietsstand. Für die Jahre 1792 und 1812 handelt es sich um zeitnahe Schätzungen, danach um Volkszählungsergebnisse (¹) oder amtliche Fortschreibungen des Statistischen Landesamtes. Die Angaben beziehen sich ab 1871 auf die „Ortsanwesende Bevölkerung“, ab 1925 auf die Wohnbevölkerung und seit 1987 auf die „Bevölkerung am Ort der Hauptwohnung“. Vor 1871 wurde die Einwohnerzahl nach uneinheitlichen Erhebungsverfahren ermittelt.
| Jahr               | Einwohner |
| ------------------ | --------- |
| 1668               | 1.526     |
| 1792               | 3.300     |
| 1812               | 6.590     |
| 1. Juni 1830 ¹     | 6.800     |
| 1. Dezember 1840 ¹ | 9.273     |
| 3. Dezember 1858 ¹ | 10.445    |
| 3. Dezember 1864 ¹ | 10.700    |
| 3. Dezember 1867 ¹ | 10.300    |
| 1. Dezember 1871 ¹ | 15.009    |
| 1. Dezember 1880 ¹ | 12.152    |
| 1. Dezember 1885 ¹ | 12.393    |
| 1. Dezember 1890 ¹ | 13.630    |
| 2. Dezember 1895 ¹ | 15.831    |

| Jahr                 | Einwohner |
| -------------------- | --------- |
| 1. Dezember 1905 ¹   | 25.891    |
| 1. Dezember 1910 ¹   | 29.892    |
| 1. Dezember 1916 ¹   | 26.957    |
| 5. Dezember 1917 ¹   | 27.377    |
| 8. Oktober 1919 ¹    | 32.199    |
| 16. Juni 1925 ¹      | 39.736    |
| 16. Juni 1933 ¹      | 36.260    |
| 17. Mai 1939 ¹       | 48.042    |
| 31. Dezember 1945    | 30.861    |
| 29. Oktober 1946 ¹   | 36.383    |
| 13. September 1950 ¹ | 48.947    |
| 25. September 1956 ¹ | 51.998    |
| 6. Juni 1961 ¹       | 58.433    |
| 31. Dezember 1965    | 55.580    |

| Jahr              | Einwohner |
| ----------------- | --------- |
| 27. Mai 1970 ¹    | 59.838    |
| 31. Dezember 1975 | 55.398    |
| 31. Dezember 1980 | 59.257    |
| 31. Dezember 1985 | 59.240    |
| 25. Mai 1987 ¹    | 60.964    |
| 31. Dezember 1990 | 64.098    |
| 31. Dezember 1995 | 66.360    |
| 31. Dezember 2000 | 67.592    |
| 30. Juni 2005     | 68.798    |
| 30. Dezember 2006 | 69.863    |
| 31. Dezember 2008 | 68.747    |
| 31. Dezember 2009 | 68.722    |
| 31. Dezember 2010 | 68.678    |
| 9. Mai 2011 ¹     | 67.359    |

| Jahr              | Einwohner |
| ----------------- | --------- |
| 31. Dezember 2011 | 67.470    |
| 31. Dezember 2012 | 67.681    |
| 31. Dezember 2013 | 67.844    |
| 31. Dezember 2014 | 68.167    |
| 31. Dezember 2015 | 68.986    |
| 31. Dezember 2016 | 69.187    |
| 31. Dezember 2017 | 69.928    |
| 31. Dezember 2018 | 70.527    |
| 31. Dezember 2019 | 71.002    |
| 31. Dezember 2020 | 70.858    |
| 31. Dezember 2021 | 71.381    |
| 31. Dezember 2022 | 72.054    |
| 31. Dezember 2023 | 72.554    |
| 31. Dezember 2024 | 73.091    |

¹ Volkszählungsergebnis

## Bevölkerung

### Dialekt und Mundart
In Aschaffenburg und seinen Stadtteilen werden, wie in den umgebenden Orten, verschiedene Varianten der Untermainländischen Dialekte gesprochen. Man spricht somit einen südhessischen und nicht, wie oft geglaubt, einen Unterfränkischen Dialekt. Die Aschaffenburger Mundart selbst unterscheidet sich auch von den angrenzenden untermainländischen Sprachgebieten, wie Kahlgründer oder Großostheimer Dialekt. Ein weithin bekannter Sprecher des Aschaffenburger Innenstadt-Dialektes ist der Kabarettist Urban Priol.
Der Aschaffenburger Mundartdichter Karl Reuß schreibt in der ersten Strophe seines Gedichtes in dem Band Ascheborjer Posse zu seiner Heimatstadt:
O du mei liebes Ascheborg
Du Städtsche wunnerbor
Wie liegste drin im griene Tal,
Sou schöi, sou sunnekloor!

### Religionen

#### Konfessionsstatistik
Gemäß der Volkszählung 2011 waren 51,3 % der Einwohner römisch-katholisch, 15,9 % evangelisch und 32,7 % waren konfessionslos, gehörten einer anderen Glaubensgemeinschaft an oder machten keine Angabe. Der Anteil der Protestanten und Katholiken an der Gesamtbevölkerung ist seitdem jährlich um 1 Prozentpunkt gesunken. Gemäß dem Zensus 2022 waren 38,9 % oder 27.923 der 71.692 Einwohner katholisch, 12,3 % evangelisch, und 48,8 % waren konfessionslos, gehörten einer anderen Glaubensgemeinschaft an oder machten keine Angabe.
Laut kirchlicher Statistik waren am 31. Dezember 2022 27.674 Einwohner Mitglied der katholischen Kirche. Am 31. Dezember 2023 waren 26.746 Einwohner Mitglied der katholischen Kirche und Ende 2024 gab es 25.580 Mitglieder.

#### Christentum
In Aschaffenburg gibt es drei evangelisch-freikirchliche Gemeinden, die Andreasgemeinde, die Kirche für Aschaffenburg und die Gemeinde Gottes Aschaffenburg. Weiter gibt es in Aschaffenburg eine neuapostolische Kirche, eine Adventgemeinde und außerdem die Baptisten Gemeinde Aschaffenburg e. V.
Dazu ist in der Stadt die orthodoxe Kirche durch eine rumänische Gemeinde vertreten.

#### Islam
- Ayasofya Camii, Islamische Gemeinschaft Millî Görüş – Ortsverein Aschaffenburg e. V. (IGMG)
- Kocatepe Camii, Türkisch-Islamische Union der Anstalt für Religion e. V. (DİTİB)
- Masjid-Badr-Moschee, Islamischer Arbeiterverein e. V.
- Othmane Moschee, Islamische Kulturgemeinschaft e. V.
- Süleymaniye Merkez Camii, Bildungs- und Kulturverein Aschaffenburg e. V. (ehemals VIKZ e. V.)
- Yeni Camii, Islamische Kulturgemeinschaft Aschaffenburg 1981 e. V.
- Cem-Haus, Alevitische Gemeinde Aschaffenburg e. V.[48]

## Politik

### Oberbürgermeister

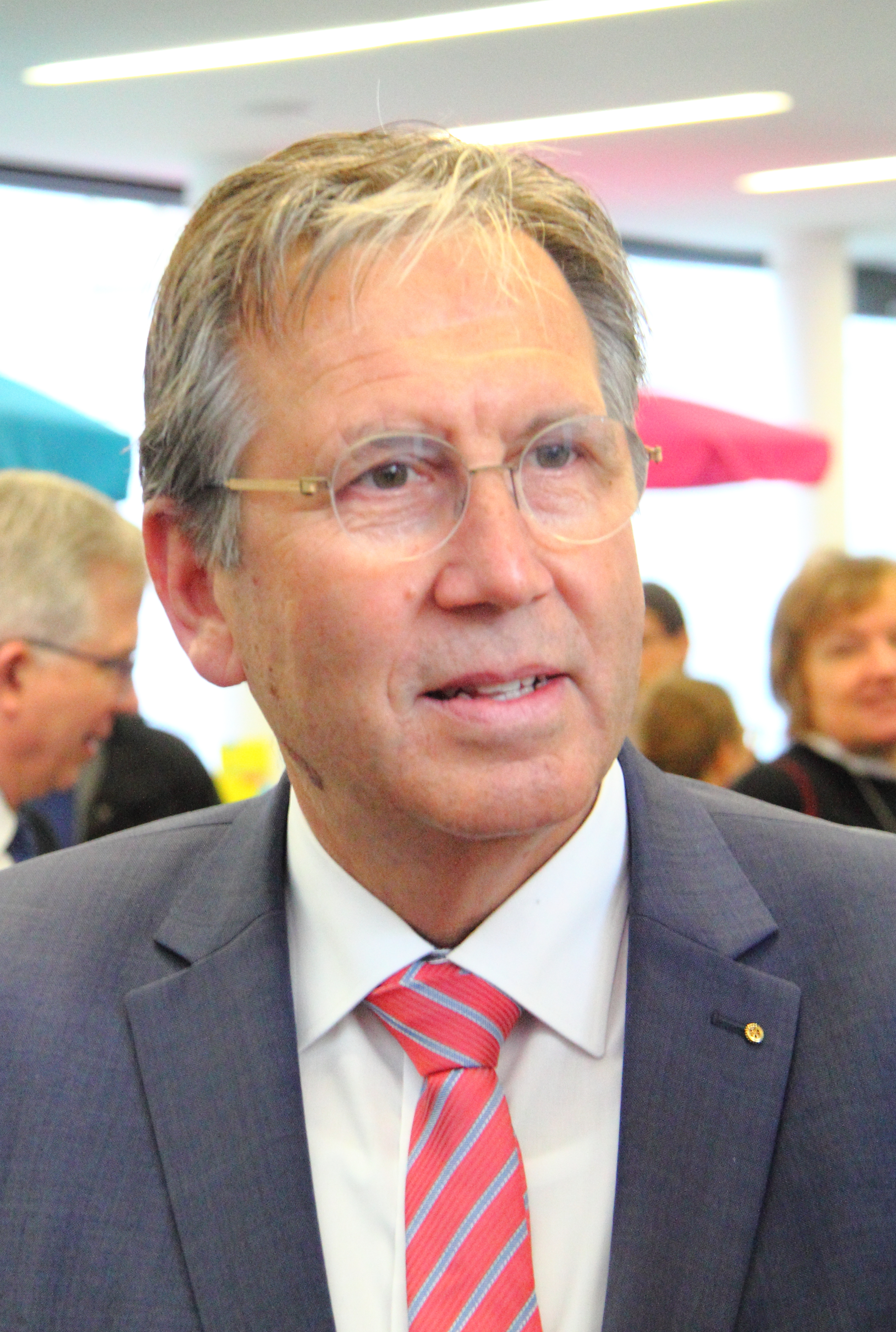
Amtierender Oberbürgermeister Jürgen Herzing

Nach Wilhelm Matt, Wilhelm Wohlgemuth, Jean Stock, Vinzenz Schwind und Willi Reiland war Klaus Herzog (SPD) der sechste Oberbürgermeister der Stadt Aschaffenburg. Nachdem Herzog bereits in den Jahren 2000, 2006 und 2012 die Wahlen für sich entscheiden konnte, durfte er bei der Oberbürgermeisterwahl 2020 aus Altersgründen nicht mehr kandidieren. Da bei dieser Wahl die erforderliche absolute Mehrheit verfehlt wurde, traten die Kandidaten mit den beiden höchsten Stimmenzahlen, Jürgen Herzing (SPD) und Jessica Euler (CSU) in einer Stichwahl gegeneinander an. Aus dieser Entscheidung ging mit 66,6 % der Stimmen Jürgen Herzing als neuer Oberbürgermeister hervor.

### Stadtrat
Nach der Kommunalwahl am 15. März 2020 ergab sich folgende Sitzverteilung
| Stadtrat – Kommunalwahl 2020 | Stadtrat – Kommunalwahl 2020 |
| --- | --- |
| Stadtratswahl 2020Wahlbeteiligung: 47,8 % (2014: 37,1 %) %403020100 30,427,120,95,45,14,73,82,8 CSUSPDGrüneAfDFDPÖDPKIUBVGewinne und Verlusteim Vergleich zu 2014 %p 8 6 4 2 0 −2 −4 −6−4,8−4,7+6,4+5,4+0,2+2,1−1,1−3,2CSUSPDGrüneAfDFDPÖDPKIUBV | Sitzverteilung im Stadtrat Aschaffenburg seit 2020Insgesamt 44 Sitze - SPD: 12 - Grüne: 9 - FDP: 2 - KI: 2 - UBV: 1 - ÖDP: 2 - CSU: 14 - AfD: 2 |

Die letzten Ergebnisse sind in dieser Tabelle dargestellt:
| Parteien und Wählergemeinschaften | Parteien und Wählergemeinschaften       | % 2020 | Sitze 2020 | % 2014 | Sitze 2014 | % 2008 | Sitze 2008 | % 2002 | Sitze 2002 | % 1996 | Sitze 1996 |
| --------------------------------- | --------------------------------------- | ------ | ---------- | ------ | ---------- | ------ | ---------- | ------ | ---------- | ------ | ---------- |
| CSU                               | Christlich-Soziale Union in Bayern      | 30,4   | 14         | 35,2   | 16         | 39,1   | 17         | 42,0   | 19         | 40,0   | 18         |
| SPD                               | Sozialdemokratische Partei Deutschlands | 27,1   | 12         | 31,8   | 14         | 32,2   | 14         | 37,3   | 17         | 32,5   | 15         |
| Grüne                             | Bündnis 90/Die Grünen                   | 20,9   | 9          | 14,5   | 6          | 10,5   | 5          | 6,9    | 3          | 8,8    | 4          |
| AfD                               | Alternative für Deutschland             | 5,4    | 2          | —      | —          | —      | —          | —      | —          | —      | —          |
| FDP                               | Freie Demokratische Partei              | 5,1    | 2          | 4,9    | 2          | 5,8    | 3          | 3,9    | 1          | 2,6    | 1          |
| ÖDP                               | Ökologisch-Demokratische Partei         | 4,7    | 2          | 2,6    | 1          | —      | —          | —      | —          | —      | —          |
| KI                                | Kommunale Initiative                    | 3,8    | 2          | 4,9    | 2          | 4,8    | 2          | 3,0    | 1          | 2,8    | 1          |
| UBV                               | Unabhängige Bürgervertretung            | 2,8    | 1          | 6,0    | 3          | 7,6    | 3          | 6,8    | 3          | 11,4   | 5          |
| REP                               | Die Republikaner                        | —      | —          | —      | —          | —      | —          | —      | —          | 1,9    | —          |
| Gesamt                            | Gesamt                                  | 100,0  | 44         | 100,0  | 44         | 100,0  | 44         | 100,0  | 44         | 100,0  | 44         |
| Wahlbeteiligung in %              | Wahlbeteiligung in %                    | 47,8   | 47,8       | 37,1   | 37,1       | 40,8   | 40,8       | 47,7   | 47,7       | —      | —          |

(Das Diagramm auf der amtlichen Veröffentlichung des Endergebnisses fasst die UBV und die KI zu einer Einheit zusammen:)
*Unabhängige Bürgervertretung  ** Kommunale Initiative

### Stadtschultheißen in kurmainzischer Zeit
- Johann Faust (1547–1555)
- Christoph Pappenberger (1609–1624)
- Nikolaus Georg Reigersberg (1624–1644, 1646)
- Jakob Seiler(1644–1646)
- Nikolaus Georg von Reigersberg jun. (1647–1689)
- Lt. Johann Nikolaus Schneidt (1690–1712)
- Matthäus Franz Dampier (1712–1725)
- Veit Christoph Molitor (1725–1771)
- Karl Joseph Schweikard Boost (1772–1782)
- Jakob Giessen (1783–1796)
- Jakob Leo (1796–1815)

### Bürgermeister und ab 1904 Oberbürgermeister
- Christian Pfaff, 1818–1824

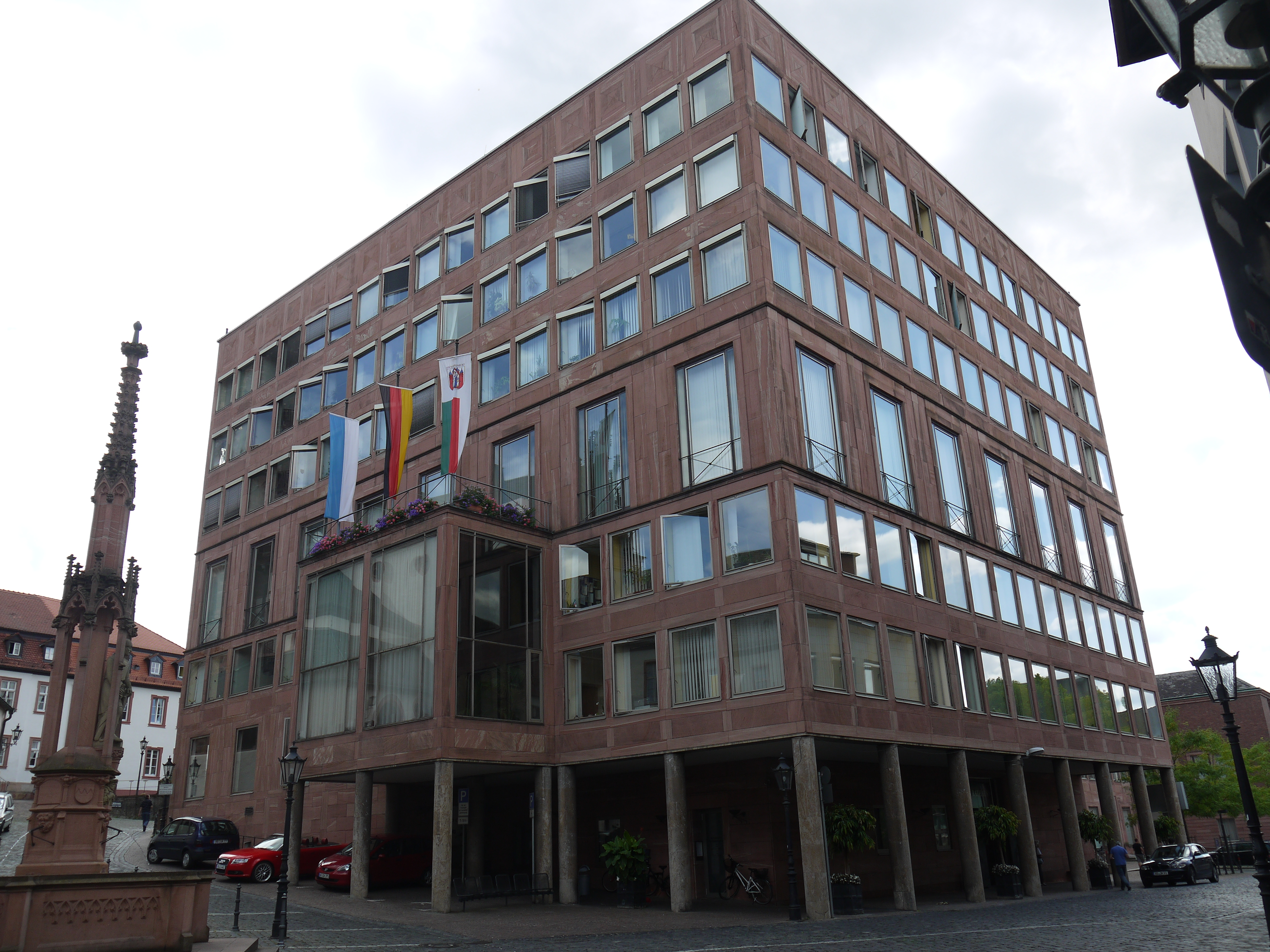
Aschaffenburger Rathaus

- Gottlieb Leo, 1824–1827 und 1831–1835
- Franz Josef Feller, 1827–1831
- Adalbert von Herrlein, 1835–1864
- Bernhard Emil Vogler, 1864–1867
- Magnus Will, 1867–1877
- Friedrich von Medicus, 1877–1904
- Wilhelm Matt (BVP), 1904–1933
- Wilhelm Wohlgemuth (NSDAP), 1933–1945
- Jean Stock (SPD), 1945
- Vinzenz Schwind (CSU, ab 1952 Überparteiliche Einheitsliste), 1945–1970
- Willi Reiland (SPD), 1970–2000
- Klaus Herzog (SPD), 2000–2020
- Jürgen Herzing (SPD), seit 1. Mai 2020[53]

Der zweite Bürgermeister und Stellvertreter des Oberbürgermeisters wird alle sechs Jahre jeweils nach der Stadtratswahl vom Stadtrat gewählt. Im Jahre 2014 wurden eine zweite Bürgermeisterin (Jessica Euler, CSU) und ein dritter Bürgermeister (Jürgen Herzing, SPD) gewählt. Am 4. Mai 2020 wurde Jessica Euler erneut zur zweiten Bürgermeisterin gewählt. Eric Leiderer (SPD) wurde zum dritten Bürgermeister gewählt.

### Wappen
| Wappen der kreisfreien Stadt Aschaffenburg | Blasonierung: „Auf silbernem, oben golden bebordetem Grund eine die unteren Seitenschildrändern berührende symmetrische, blaubedachte, rote Burg mit runden Seitentürmen, je beknauft mit einer goldenen Turmkugel, im Torbogen mit aufgesetzter gotischer Spitze ein auf goldenem Sitz mit seitlich herausragenden Tierköpfen und Pranken thronender blaugewandeter und -beschuhter silberner Bischof, die Rechte segnend erhoben, mit der Linken einen linksgewandten goldenen Krummstab haltend, bekleidet mit silbernem Pallium und blauer, goldbestreifter Mitra.“ |
| Wappen der kreisfreien Stadt Aschaffenburg | Wappenbegründung: Der segnende Heilige ist der Heilige Martin, Patron des Erzbistums Mainz, wie auch das Pallium, das einem Erzbischof zusteht, symbolisieren die jahrhundertelange Zugehörigkeit Aschaffenburgs zum Bistum Mainz. Das Stadtwappen ist in Form eines erstmals für 1236 urkundlich belegten großen Stadtsiegels aus Wachs überliefert. Aufgrund ihres Verhaltens im Deutschen Bauernkrieg im Frühjahr 1525 war es der Stadt von Erzbischof Albrecht von Mainz aberkannt worden. Nachdem jahrhundertelang nur das „A“ mit Kopfbalken aus dem kleineren Aschaffenburger Stadtsiegel verwendet werden durfte, gab König Ludwig I. von Bayern mit Entschließung vom 1. April 1836 der Stadt das Recht, ihr ursprüngliches Wappen zu führen zurück. Die Aschaffenburger Stadtfarben sind die Farben Grün – Rot – Weiß. |

### Städtepartnerschaften
Städtepartnerschaften mit:
- seit 1956: Perth (Schottland)
- seit 1975: St. Germain-en-Laye (Frankreich)
- seit 1996: Miskolc (Ungarn)

Vom 23. bis zum 25. Juni 2006 feierte die Stadt Aschaffenburg mit Perth das 50-jährige Jubiläum der gemeinsamen Partnerschaft. Zur Feier kam Provost („Bürgermeister“) Bob Scott mit einer größeren Delegation aus Perth und Umgebung in die deutsche Partnerstadt. Höhepunkt des Festes waren die in der Aschaffenburger Fasanerie veranstalteten Highland Games.
Städtesolidarität
- Seit 1991 besteht eine Städtesolidarität mit Villavicencio in Kolumbien.

Patenschaft
- Seit 1958 besteht eine Patenschaft für die aus Stadt und Kreis Graslitz (tschechisch: Kraslice) vertriebenen Sudetendeutschen.

## Kultur und Sehenswürdigkeiten

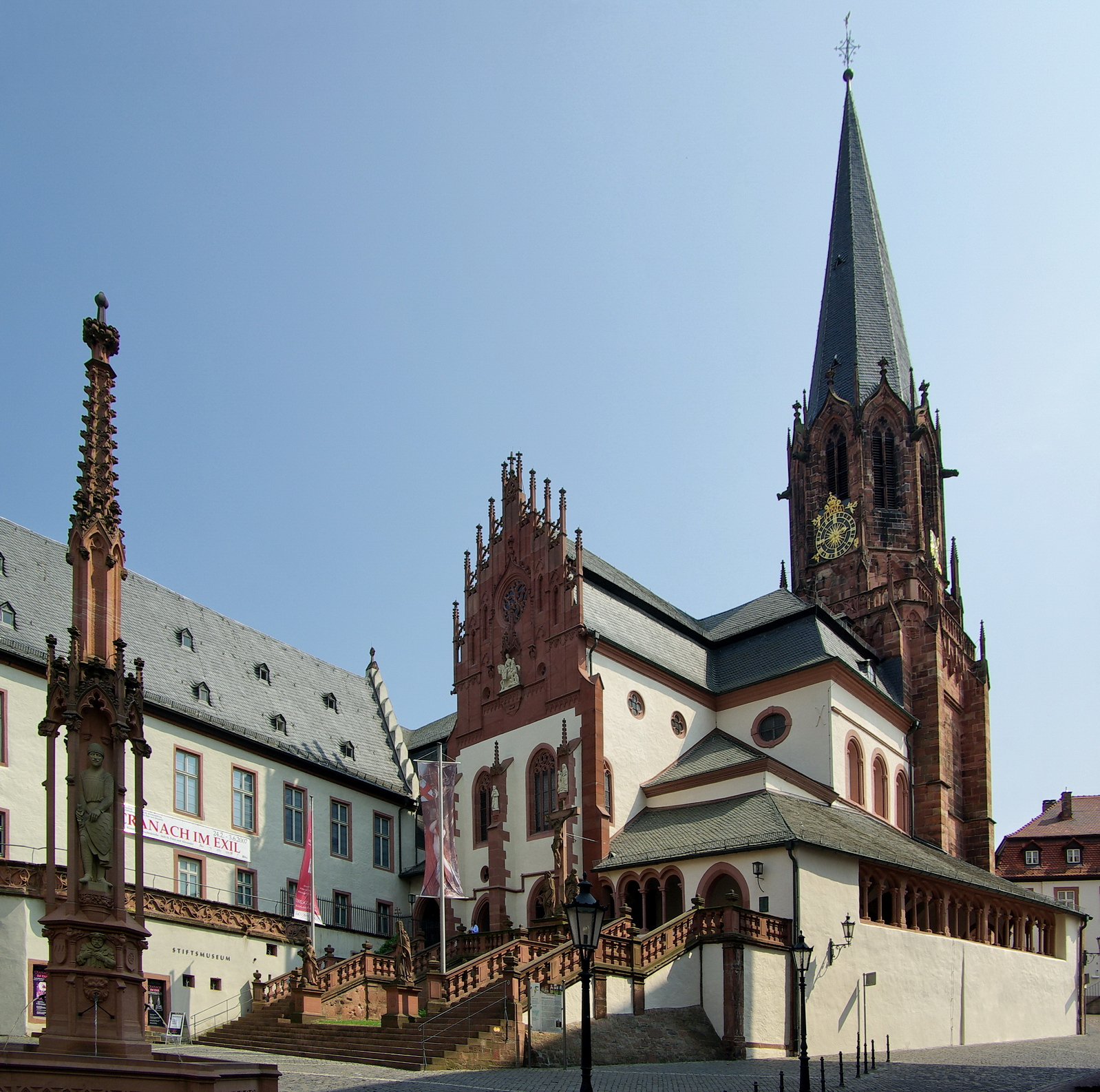
Stiftsbasilika

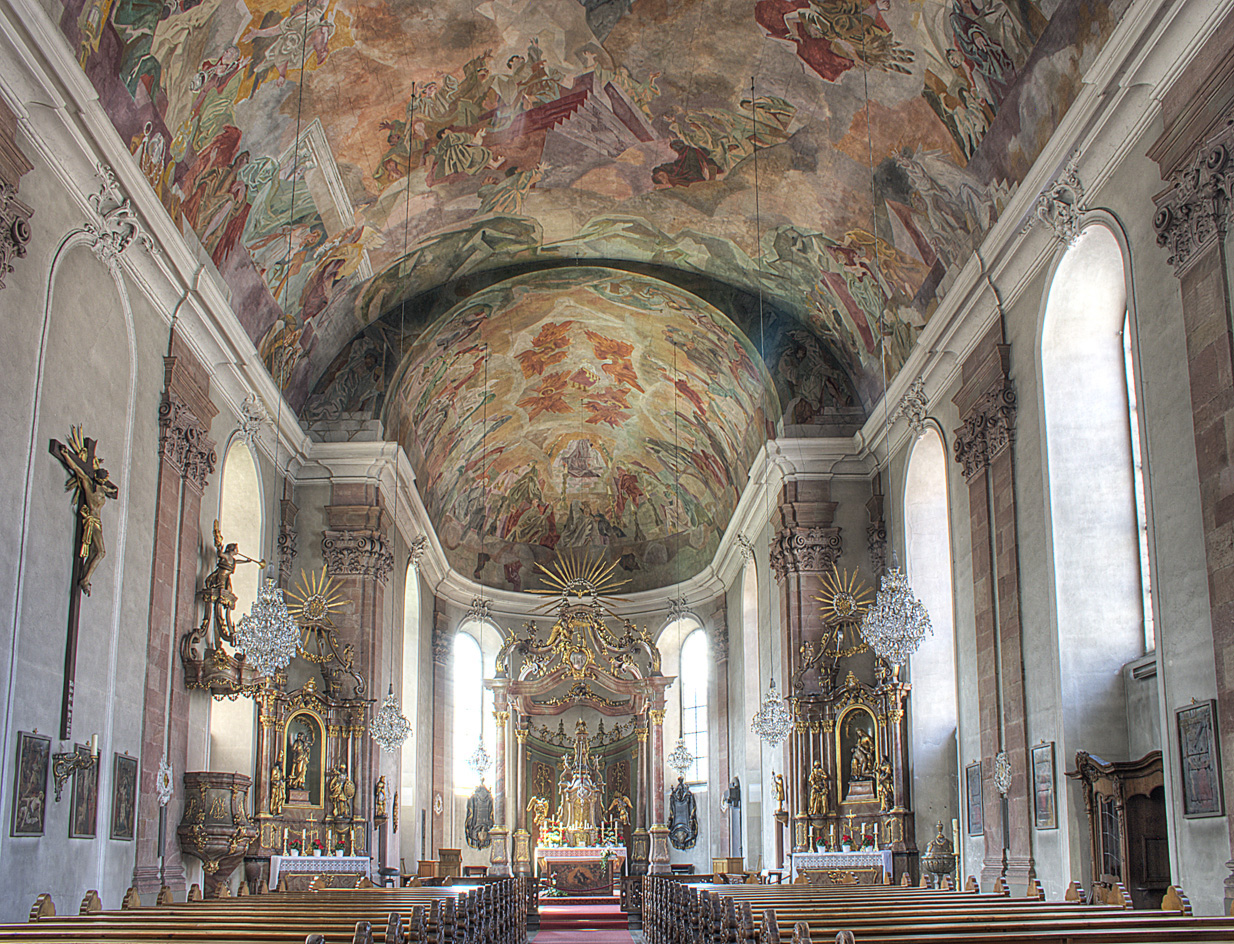
Pfarrkirche „Unsere liebe Frau“ (Muttergottespfarrkirche)

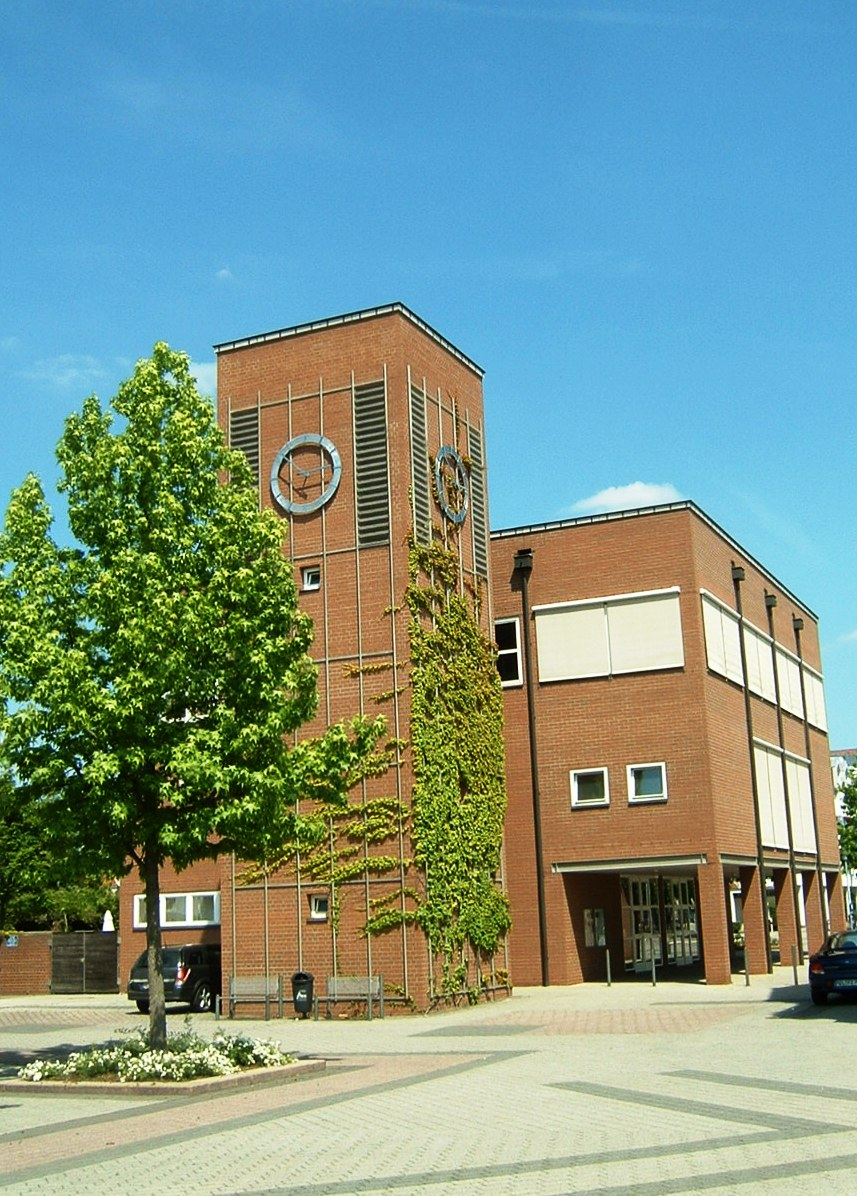
Jakobuskirche (Nilkheim)

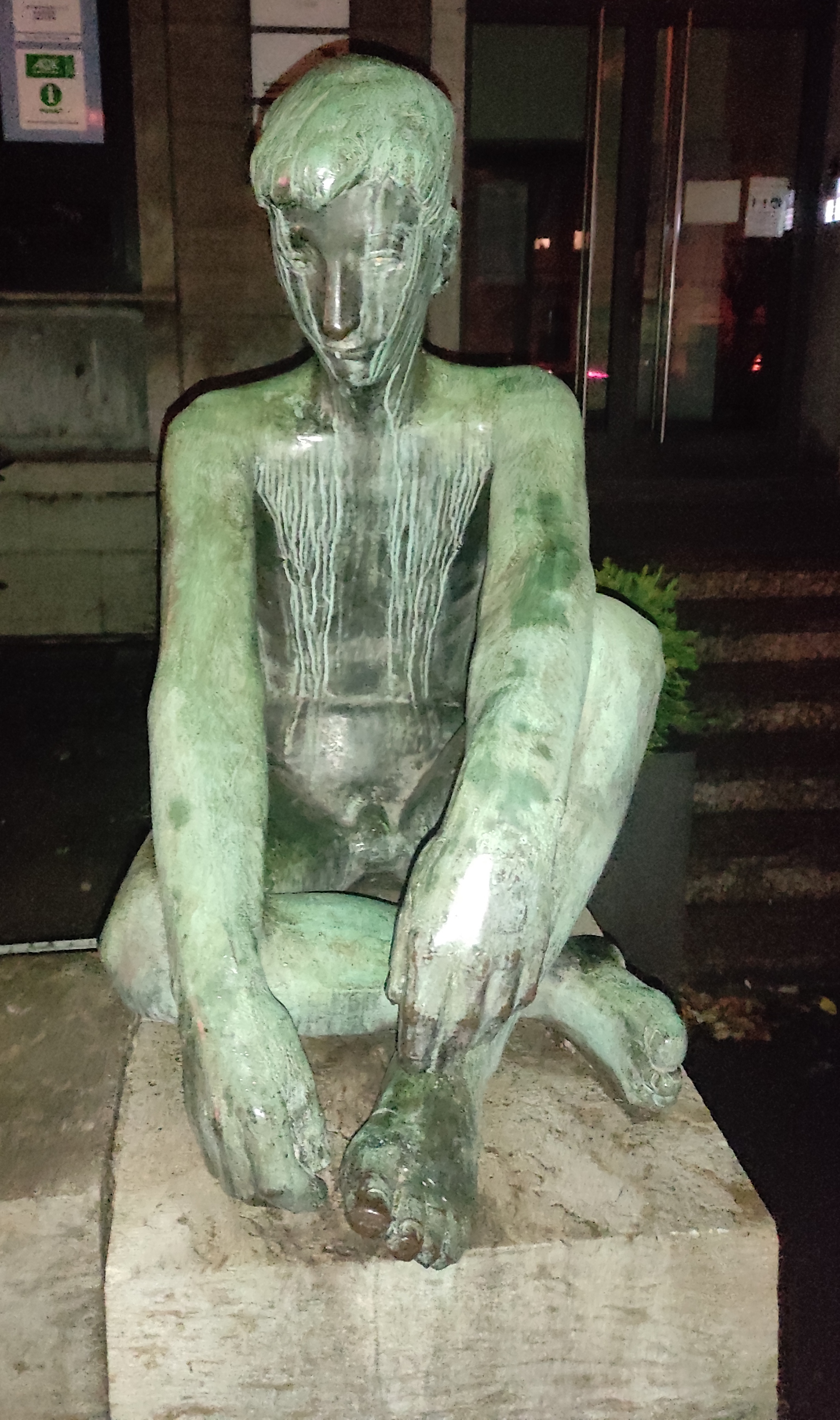
Sitzender Jüngling – Bronzefigur, Friedrichstraße 17 (1951 geschaffen von Rolf Nida-Rümelin)

### Theater, Bühnen, Kinos
Zu den Aschaffenburger Theatern zählen das unter Großherzog Karl Theodor von Dalberg 1811 erbaute Stadttheater, Spielstätte u. a. von „ab:art-theater“ und „freies ensemble aschaffenburg“, das Erthaltheater, Spielstätte von „mot – modernes theater aschaffenburg e. V.“, das Jugendkulturzentrum (Jukuz), in welchem u. a. Veranstaltungen von „AbaKuZ e. V.“ – Initiative für ein alternatives Kulturzentrum wie Vorträge, Konzerte, Lesungen etc. stattfinden, und das Kabarett im Hofgarten, das von Urban Priol in der ehemaligen Orangerie betrieben wird. Das Ludwigstheater, Spielstätte der „actor’s company“, das Story Stage Märchentheater Aschaffenburg und das Zimmertheater, Spielstätte der „Jungen Bühne Aschaffenburg e. V.“ sind ebenfalls nennenswerte Bühnen. In Aschaffenburg befinden sich zwei Kinos: das mehrfach ausgezeichnete Programmkino Casino sowie das Kinopolis Aschaffenburg.

### Museen und Ausstellungshäuser
- Gentil-Haus mit der Kunstsammlung des Aschaffenburger Industriellen und Sammlers Anton Gentil
- KirchnerHAUS, Geburtshaus von Ernst Ludwig Kirchner
- Kunsthalle Jesuitenkirche mit wechselnden Ausstellungen zur Kunst der Klassischen Moderne und der Gegenwart
- Museum jüdischer Geschichte und Kultur im ehemaligen Rabbinerhaus am Wolfsthalplatz mit einer Dauerausstellung zur Geschichte der ehemaligen jüdischen Gemeinde von 1267 bis 1945
- Naturwissenschaftliches Museum mit einer Sammlung von Insekten sowie zum Thema Mineralogie und Geologie des Spessarts
- Neuer Kunstverein Aschaffenburg e. V. im KunstLANDing mit Ausstellungen zeitgenössischer Kunst
- Schlossmuseum Aschaffenburg mit Kunstwerken und historischen Zeugnissen aus sechs Jahrhunderten im Schloss Johannisburg
- Staatsgalerie Aschaffenburg im Schloss Johannisburg, Teil der Bayerischen Staatsgemäldesammlungen mit einer bedeutenden Cranach-Sammlung
- Stiftsmuseum der Stadt Aschaffenburg, zur Vor- und Frühgeschichte sowie zur Kunst des Mittelalters, der Renaissance und des Barock

### Musik
Im Bereich der klassischen Musik sind die Aschaffenburger Bachtage bedeutsam, die den Kompositionen von Johann Sebastian Bach gewidmet sind. Auch gibt es mehrere Chöre und Ensembles, wie das Vokalensemble Chorona und den Kammerchor Ars Antiqua Aschaffenburg.
Ein wichtiges Musikfestival Aschaffenburgs ist das KOMMZ, bei dem seit 1975 Bands aus den Bereichen Alternative, Weltmusik und Reggae auftreten. Darüber hinaus ist der überregional bedeutende Live-Musik-Club Colos-Saal zu nennen, in dem Auftritte von Stars vor allem der Musikrichtungen Jazz, Rock und Blues stattfinden. Aus Aschaffenburg stammen u. a. die Musikgruppen Blutjungs, Boppin’B, Hartmann und My Sleeping Karma.

### Bauwerke

#### Profane Bauwerke

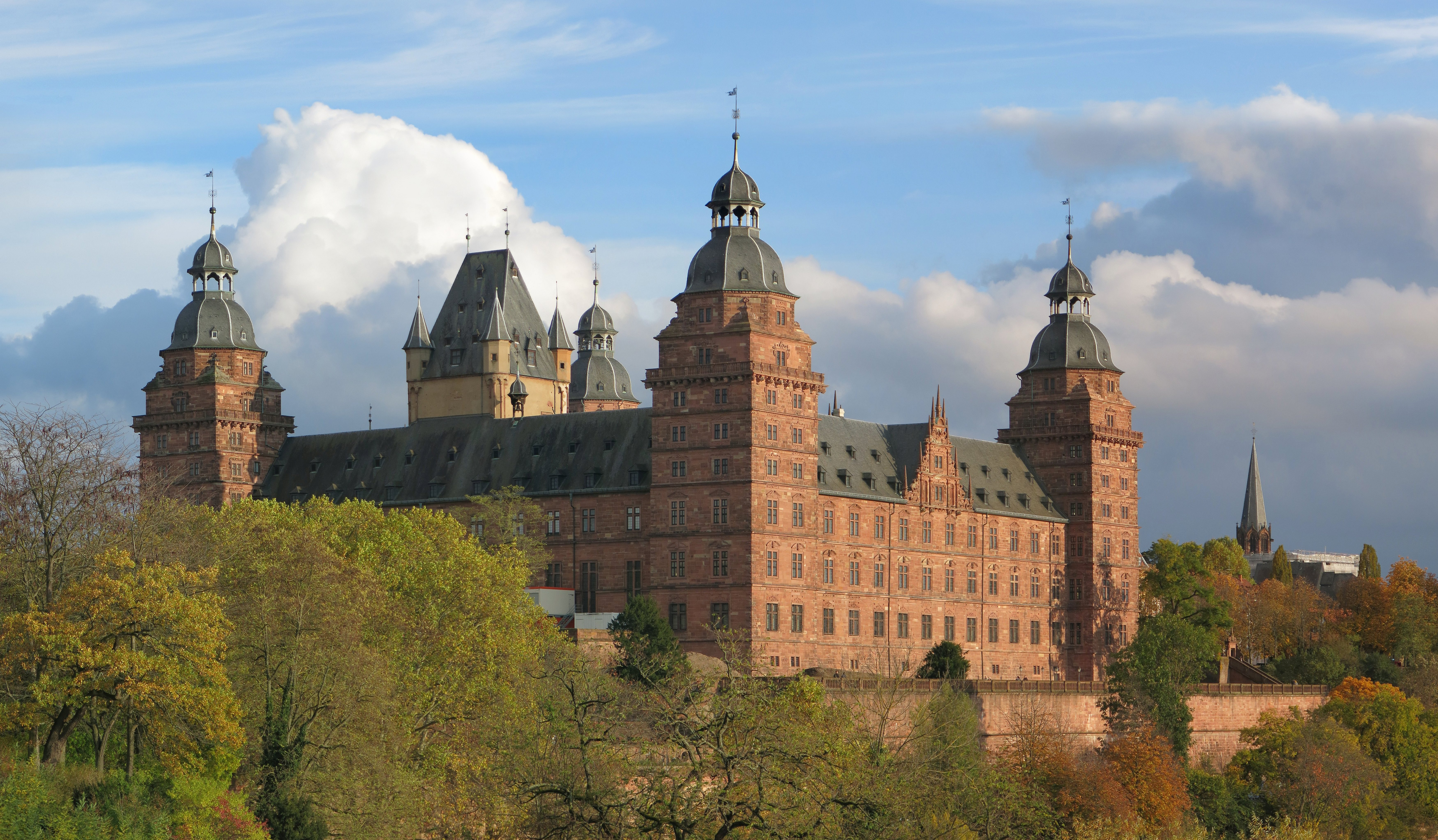
Schloss Johannisburg – Wahrzeichen der Stadt

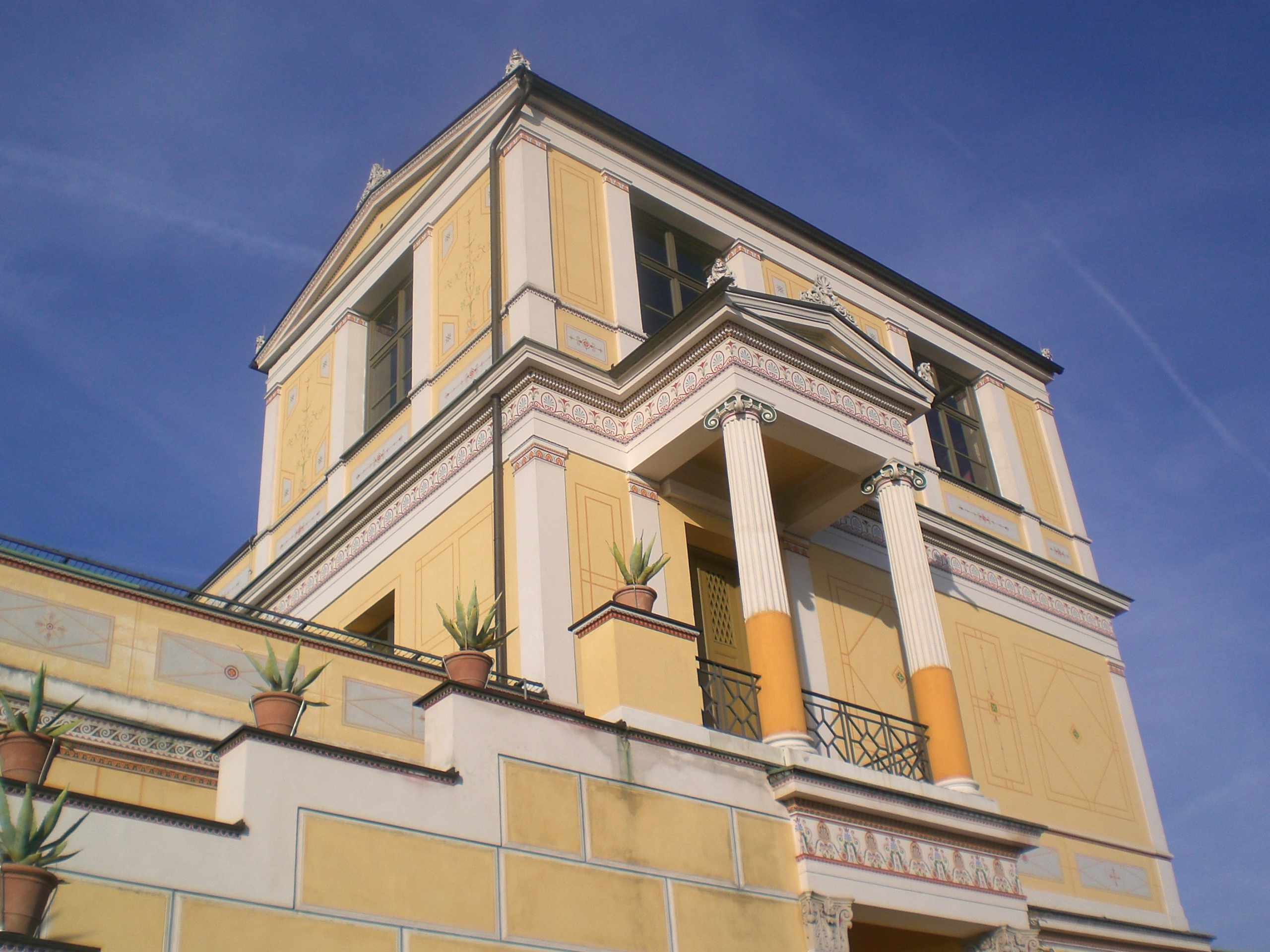
Pompejanum

- Schloss Johannisburg (Renaissance) mit der Hofbibliothek
- Stiftskirche St. Peter und Alexander mit spätromanischem Kreuzgang. Die Kirche hat den Status einer päpstlichen Basilica minor, an Kulturdenkmälern finden sich in ihrem Inneren u. a. eines der wenigen erhaltenen Kruzifixe im romanischen Stil sowie die Beweinung Christi von Matthias Grünewald.
- Altstadtfriedhof Aschaffenburg (mit den Gräbern von Clemens Brentano und Wilhelm Heinse)
- historische Altstadt (Denkmal-Ensemble Oberstadt auf dem Stifts-, Bad-, Schloss- und Jesuitenberg)
- Bernhard-von-Trier-Gedenkstein der dankbaren Stadt Aschaffenburg zu Ehren des sagenhaften Kapuzinerpaters Bernhard von Trier (siehe oben) in der Kleinen Schönbuschallee hinter der Willigisbrücke (Bildhauer: Otto Gentil, 1931).
- Adelshöfe in Aschaffenburg
- Rathaus der Stadt: Fertiggestellt 1958 nach einem Entwurf von Diez Brandi. Seit 1991 auf der Liste der Baudenkmäler.

→ siehe auch Liste der Baudenkmäler in Aschaffenburg

#### Sakralbauten
- katholisch
  - Stiftskirche St. Peter und Alexander, Basilica minor
  - Heilig-Kreuz-Kapelle (Clemensheim)
  - Herz Jesu
  - Klinikkapelle Zum guten Hirten
  - Kapelle „Maria, Mutter der Kirche“ (Maria-Ward-Schule)
  - Schlosskapelle – St. Johannes der Täufer
  - Kapuzinerkirche St. Elisabeth
  - Maria Geburt (Schweinheim)
  - Sandkirche – Zur weißen Lilie
  - Spitalkirche St. Katharina
  - St. Agatha
  - Jesuitenkirche
  - St. Gertrud (Schweinheim)
  - St. Josef (Damm)
  - St. Kilian (Nilkheim)
  - St. Konrad (Strietwald)
  - St. Laurentius (Leider)
  - St. Michael (Damm)
  - St. Matthäus (Gailbach)
  - St. Pius
  - St. Peter und Paul (Obernau)
  - Unsere Liebe Frau (Muttergottespfarrkirche)
- evangelisch
  - Christuskirche
  - Pauluskirche (Damm)
  - Lukaskirche (Leider)
  - Jakobuskirche (Nilkheim)
  - Matthäuskirche (Schweinheim)
  - Lutherkirche (Strietwald) (abgegangen)
  - Thomaskirche (Aschaffenburg) (abgegangen)
- griechisch-orthodox
  - Katharinenspital

#### Mainbrücken
Fünf Brücken überqueren in Aschaffenburg den Main. Dies sind (der Fließrichtung des Stromes folgend, von Süd nach Nord): der Fußgängersteg der Staustufe Obernau, die Eisenbahnbrücke Nilkheimer Mainbrücke sowie die Straßenbrücken Konrad-Adenauer-Brücke, Willigisbrücke und Friedrich-Ebert-Brücke.

### Parks

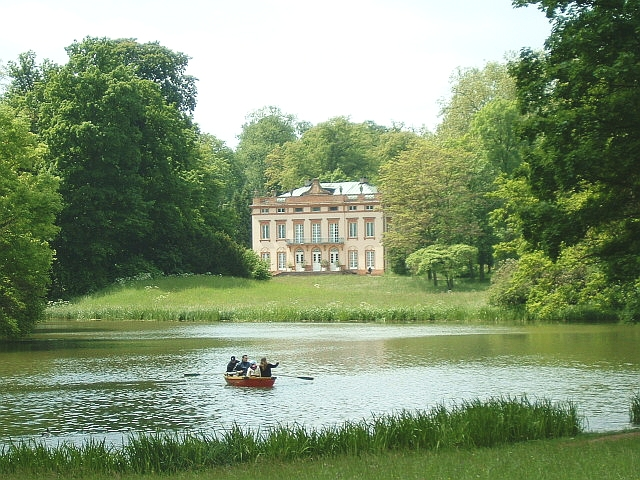
Schloss Schönbusch mit See

In Aschaffenburg befinden sich sechs Parks:
- der Park Schönbusch, welcher mit dem gleichnamigen Schlösschen unter dem Mainzer Erzbischof und Kurfürsten Friedrich Karl Joseph von Erthal ab 1776 im englischen Gartenstil angelegt wurde mit der Kleinen Schönbuschallee, einer schnurgeraden Allee, die erstmals 1766 angelegt wurde.
- der Nilkheimer Park, dem Park des ehemaligen Hofgutes Nilkheim
- der Schlossgarten, eine Grünanlage, die das Schloss Johannisburg mit dem Pompejanum verbindet.
- das Schöntal, ursprünglich Stadtgraben sowie Fürstbischöflicher Tier- und Gemüsegarten, die zwischen 1440 und 1450 entstanden, mit dem Magnolienhain.
- die Fasanerie, ein bewaldeter Landschaftspark im Osten der Stadt, der mit den Anlagen am Godelsberg und Büchelberg an den Naturpark Spessart anschließt.
- der Erlebnispfad Nationales Naturerbe Aschaffenburg auf dem Gelände des ehemaligen Truppenübungsplatzes in Aschaffenburg-Schweinheim.

### Sport
Alpinsport
Die am 16. Dezember 1896 gegründete Sektion Aschaffenburg des Deutschen Alpenvereins hat 10.653 Mitglieder (Stand: 31. Dezember 2024) und ist damit der größte Sportverein in Aschaffenburg. Der Verein betreibt das Aschaffenburger Biwak (Biwakschachtel), den Aschaffenburger Höhenweg, das DAV Kletterzentrum Aschaffenburg und den Kletterpfeiler Waldaschaff.
Basketball
Die SG Aschaffenburg-Mainhausen spiele in den 90er Jahren in der 1. Damen-Basketball-Bundesliga. In der Saison 1995/96 wurden sie Vizemeister und qualifizierten sich für die Euroleague.
Eishockey
Der WSV Aschaffenburg nahm von 1987 bis 1994 am Spielbetrieb des Hessischen Eissport Verbandes teil. In der Zeit spielte er sechs Jahre in der Landesliga Hessen und nach dem Aufstieg ein Jahr Hessenliga. Es gibt in Aschaffenburg neben einer Hobbymannschaft und Nachwuchsmannschaften beim 1. Aschaffenburger Eissportverein e. V. eine Hobbymannschaft beim WSV Aschaffenburg.
Fußball

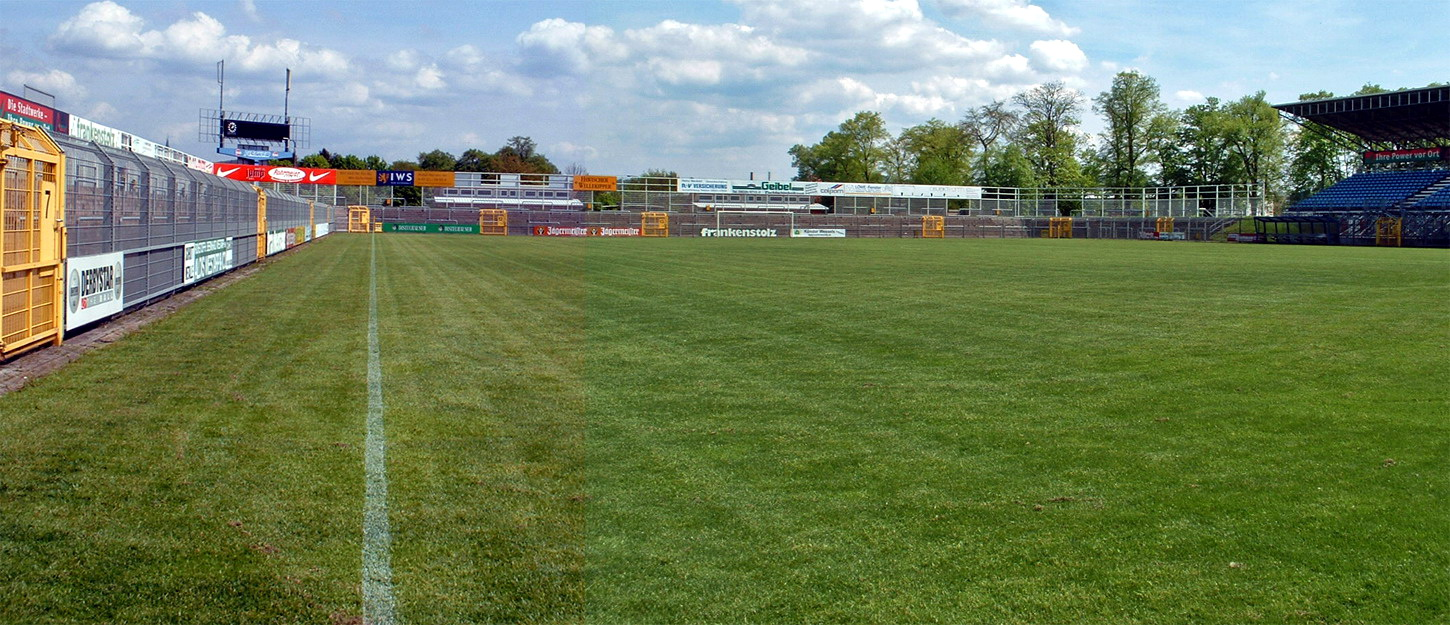
Stadion am Schönbusch

Überregionale Bekanntheit besitzt der Traditionsverein Viktoria Aschaffenburg, der seine Heimspiele im städtischen Stadion am Schönbusch austrägt. Nach vielen Jahren in der höchsten deutschen Spielklasse in den fünfziger Jahren spielte der Verein nach dem Abstieg aus der zweiten Bundesliga ab 1989, von kurzen Unterbrechungen abgesehen, in der Oberliga Hessen. Seit dem Wechsel zum Bayerischen Fußballverband zur Spielzeit 2012/13 spielt die Viktoria Aschaffenburg in der Fußball-Regionalliga Bayern.
Handball
Die HSG Aschaffenburg 08 besteht aus den Handballabteilungen der Vereine TuS 1863 Damm e. V., TV Schweinheim 1885 e. V. und TV Obernau 1900 e. V. Mit mehr als 350 Sportlern ist sie einer der größten Handballvereine im Bezirk Spessart/Odenwald des Hessischen Handballverbandes (HHV). Der im Nachbarkreis Miltenberg gelegene TV Großwallstadt trug bis 2016 seine 1. und 2. Ligaspiele in der Aschaffenburger F.a.n. frankenstolz arena aus und spielt bis heute vereinzelt in der Halle.
Weitere Sportarten
Der SV Einigkeit Aschaffenburg-Damm ist ein Ring- und Judosportverein aus dem Aschaffenburger Stadtteil Damm. Mit zwei Mannschaft-Meistertiteln und vier Vizemeistertiteln gehörte die Mannschaft Anfang der 1960er Jahre zu den erfolgreichsten deutschen Mannschaften im Ringen.
Mit dem „Ruder-Club Aschaffenburg“ ist hier ein Mitgliedsverein des DRV angesiedelt, der ein breites Leistungs-, Schul- und Freizeitsportangebot abdeckt und zu den leistungsfähigsten Vereinen in der Stadt und im Verband gehört.
Mit über 850 Mitgliedern gehört der 1962 gegründete Tanzsportclub Schwarz-Gold Aschaffenburg zu den größten deutschen Tanzsportvereinen.

### Regelmäßige Veranstaltungen
Aschaffenburg weist die höchste Dichte an Gaststätten und Kneipen in Bayern auf – auf rund 400 Einwohner entfällt ein Betrieb der Gastronomie.
Bis 2008 fanden alljährlich die Aschaffenburger Gespräche statt. Weitere regelmäßige Veranstaltungen sind das traditionelle einwöchige „Aschaffenburger Volksfest“ im Juni mit anschließendem Feuerwerk und Schlossbeleuchtung, die Aschaffenburger Kulturtage im Juli, das Jugendmusikfest KOMMZ, das „Aschaffenburger Stadtfest“ am letzten Augustwochenende und der seit 2005 stattfindende StaplerCup, eine Weltmeisterschaft der Staplerfahrer.
In der Linde MH Arena (ehemals: Unterfrankenhalle) finden sportliche und kulturelle Veranstaltungen statt. Eine weitere Veranstaltungshalle ist die Stadthalle am Schloss.

## Wirtschaft und Infrastruktur

### Wirtschaft
Im Jahre 2016 erbrachte Aschaffenburg, innerhalb der Stadtgrenzen, ein Bruttoinlandsprodukt (BIP) von 5,132 Milliarden €. Das BIP pro Kopf lag im selben Jahr bei 74.152 € (Bayern: 44.215 €/ Deutschland 38.180 €) und damit deutlich über dem regionalen und nationalen Durchschnitt. In der Stadt gibt es 2017 ca. 61.000 erwerbstätige Personen. Die Arbeitslosenquote lag im Dezember 2018 bei 4,8 % und damit über dem bayerischen Durchschnitt von 2,7 %.

#### Textilindustrie
Der Raum Aschaffenburg war eines der traditionellen Zentren der deutschen Textilindustrie. Zu Beginn des 20. Jahrhunderts waren rund 35.000 Personen in der Region in dieser Branche beschäftigt. Die arme Bevölkerung im Spessart verdiente sich mit Heimarbeit als Zulieferer für die Kleiderfabriken ein dringend benötigtes Zubrot. Durch die Globalisierung und die Verlagerung von lohnintensiven Branchen in Billiglohnländer wurden in der Region viele Arbeitsplätze in der Fertigung abgebaut.

#### Holz- und Papierindustrie
Bedingt durch den Holzreichtum des Spessarts war Aschaffenburg traditionell auch Zentrum der Papierindustrie. Das Werk der früheren Papierwerke Waldhof-Aschaffenburg (PWA) gehört heute der Britischen Firma „DS Smith Paper“, die dort Verpackungs- und Sanitärpapiere herstellt.
Anfang 2007 hat das Unternehmen Pollmeier Massivholz auf dem Aschaffenburger Hafengelände (Bayernhafen) ein neues Sägewerk in Betrieb genommen, in dem 180 neue Arbeitsplätze entstanden sind. Die Investitionssumme betrug rund 150 Millionen Euro. Dies war der größte industrielle Neubau in der Stadt seit 1954. Die Stadt erwartet dadurch Impulse für Forstwirtschaft und Waldbesitz sowie die Schaffung weiterer Arbeitsplätze bei Zulieferunternehmen.

#### Metall- und Elektroindustrie
Zwei große Werke der Automobilzulieferindustrie sind in der Stadt Aschaffenburg ansässig, die in weltweit tätige Konzerne integriert sind. Dazu kommen weitere Zulieferer in der Stadt und in der Region. In Aschaffenburg befindet sich der Hauptsitz der Linde Material Handling GmbH, einer 100-prozentigen Tochter der Kion Group, Frankfurt am Main, die weltweit zweitgrößter Hersteller von Gabelstaplern und anderen Flurförderzeugen ist. Weitere Zulieferer und Dienstleister aus der Fahrzeugbranche befinden sich in der Umgebung Aschaffenburgs. Auch die Technische Hochschule Aschaffenburg ist in der Fahrzeugbranche engagiert.
In der Region siedeln sich auch viele Unternehmen für Mess- und Regeltechnik an. An Bedeutung gewinnen die Unternehmen für Informationstechnik und Softwareberatung.
Bekannte ansässige Unternehmen in Aschaffenburg und Umgebung sind zum Beispiel: DPD Deutschland, Linde Material Handling, Linde Hydraulics, Kaup, ZF TRW, Joyson Safety Systems, Adler Modemärkte, SAF-Holland, SCA, PSI, E-on Netz und Modler.

#### Einzelhandel

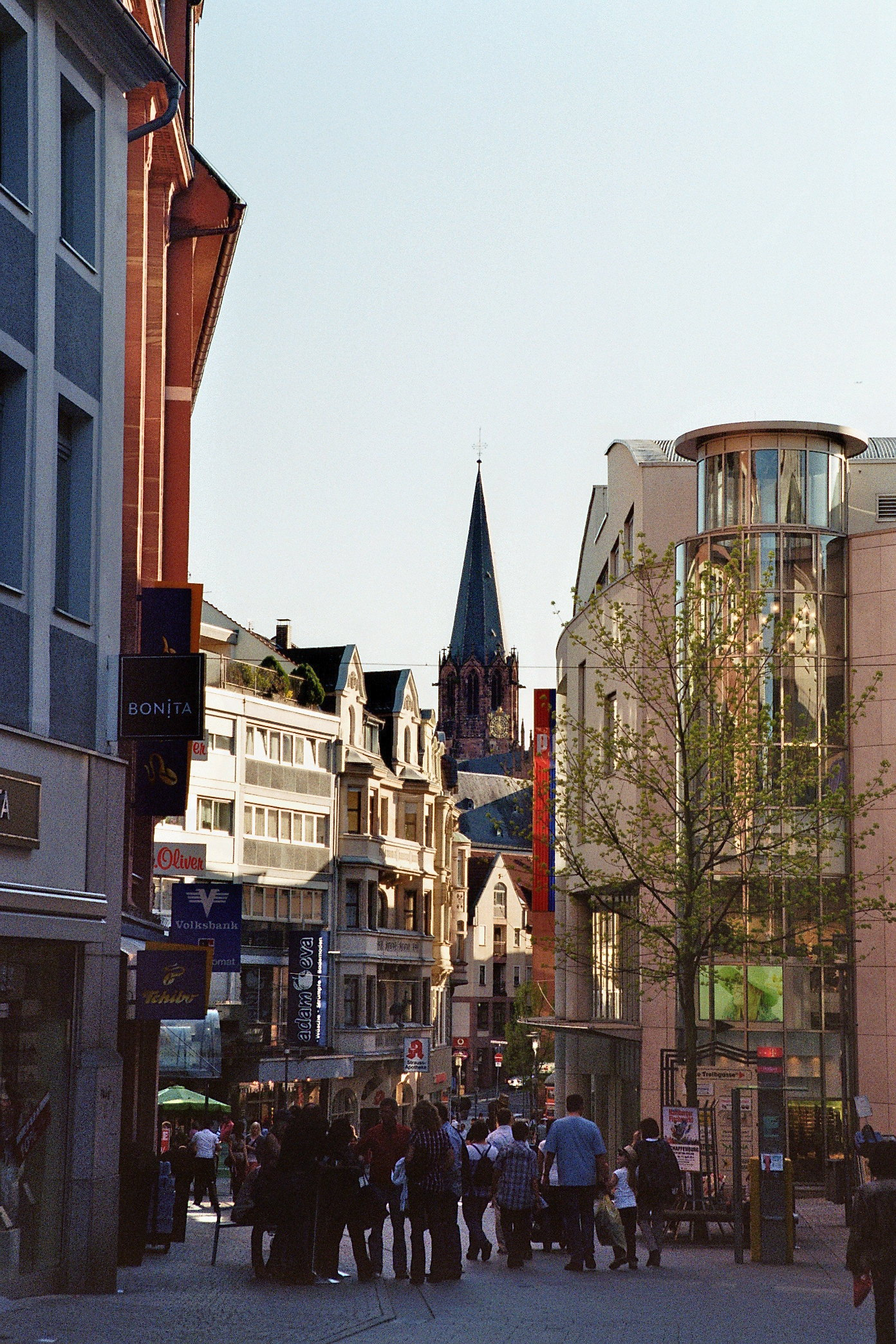
Aschaffenburger Fußgängerzone

Über 620 Geschäfte laden derzeit in Aschaffenburg auf über 230.000 m² zum Einkaufen ein.
Pro Kopf sind das 2,92 m² Ladenfläche. Die Fußgängerzonen (z. B. Herstallstraße, Sandgasse, Steingasse, Roßmarkt, Frohsinnstraße) bieten alleine knapp 50.000 m² Verkaufsfläche. Des Weiteren befindet sich hier die City-Galerie, das mit ebenfalls über 50.000 m² größte innerstädtische Einkaufszentrum Nordbayerns.
Mit all diesen Geschäften werden nicht nur die über 70.000 Aschaffenburger versorgt, sondern auch weitere 400.000 aus dem südöstlichen Rhein-Main-Gebiet, weitere 175.000 Einwohner aus dem Landkreis Aschaffenburg, 131.000 aus dem Landkreis Miltenberg sowie 132.000 aus dem Landkreis Main-Spessart. Insgesamt ergibt das rund 733.000 potentielle Kunden.
Seit den 1990er Jahren werden die ehemaligen Einrichtungen der US-Armee an der Würzburger Straße im Südwesten der Stadt am Rande des Stadtteils Schweinheim (Staatsstraße 2312, Ausfallstraße in den Spessart, Richtung Würzburg) in Wohngebiete und in eine „Serviceachse“ umgewandelt (→ Konversion). Die ehemalige Graves-Kaserne beherbergt eine Sammelstelle für Abfälle, ein Heim für Asylbewerber und diverse Kleinbetriebe. Ein ursprünglich geplantes Technologiezentrum kam nicht zustande. Bisher größte Einzelansiedlung war am 27. Dezember 2005 die Eröffnung eines Baumarktes der Firma Bauhaus mit 120 neuen Arbeitsplätzen nahe der ehemaligen Ready-Kaserne. Die ehemalige Jäger-Kaserne ist jetzt Sitz der Technischen Hochschule Aschaffenburg.

#### Wohnungsbau
Die Stadt Aschaffenburg verfügt mit der Stadtbau Aschaffenburg GmbH über ein Wohnungsbauunternehmen im städtischen Eigentum. Zu ihr gehören gut 3200 Wohneinheiten im Stadtgebiet und sie beschäftigt rund 100 Mitarbeiter, darunter einen eigenen Regiebetrieb. Die Bilanzsumme belief sich für das Jahr 2023 auf 232,2 Mio. €, bei einem Umsatzvolumen von 25,8 Mio. €. Die Gesellschaft errichtet, betreut, bewirtschaftet und verwaltet neben Mietwohnungen auch Eigenheime und Eigentumswohnungen.
Die Vorbereitungen zur Gründung der GmbH gehen mindestens bis in das Jahr 1947 zurück. Das erste Geschäftsjahr war 1949. Bis 1954 wurden 737 Wohnungen errichtet. Von Beginn der 1970er Jahre an betätigte sich das Unternehmen auch in der Stadt- und Dorferneuerung. In den 1980er Jahren war eine ihrer Wohnanlage, die mit drei Tiefgaragengeschossen in der Innenstadt errichtet wurde, zeitweilig die größte Baustelle Bayerns.

### Verkehr

#### Schienenverkehr

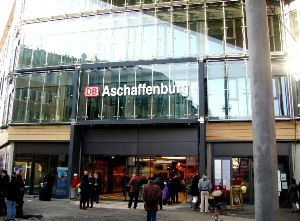
Aschaffenburger Hauptbahnhof

Aschaffenburg ist durch Aschaffenburg Hauptbahnhof (Regional- und Fernverkehr einschließlich ICE), den Hafenbahnhof (nur Güterverkehr) sowie die Haltepunkte Hochschule, Aschaffenburg-Süd und Obernau (nur regional) an das Schienennetz angebunden. Der Bahnhof Nilkheim an der ehemaligen Bachgaubahn wurde mit deren Stilllegung 1974 außer Betrieb genommen. Seit 2008 gibt es Bestrebungen, den noch bestehenden Streckenabschnitt, der von der Bahnstrecke Aschaffenburg–Miltenberg durch den Park Schönbusch ins Gewerbegebiet Nilkheim II führt und der Bayernhafen Gruppe gehört, sowie die bereits rückgebaute Strecke, die bis 1974 die Kreisstraße ABs 16 höhengleich gekreuzt hat, bis Großostheim zu reaktivieren.
Mitte 2009 wurde das Empfangsgebäude des Hauptbahnhofes abgebrochen. Am 29. Januar 2011 wurde das neu errichtete Bahnhofgebäude vom Bundesverkehrsminister Peter Ramsauer seiner Bestimmung übergeben. Im Jahr 2012 wurde der Aschaffenburger Hauptbahnhof von der „Allianz pro Schiene“ als „Bahnhof des Jahres 2012“ gewählt. Der Ausbau der Infrastruktur für den Fernverkehrshalt Aschaffenburg ist in der Anlage 1 zu § 1 Bundesschienenwegeausbaugesetzes als neues Vorhaben des vordringlichen Bedarfs aufgeführt.
Nach der Stadt ist ein Intercity-Express benannt.

#### Schiffsverkehr

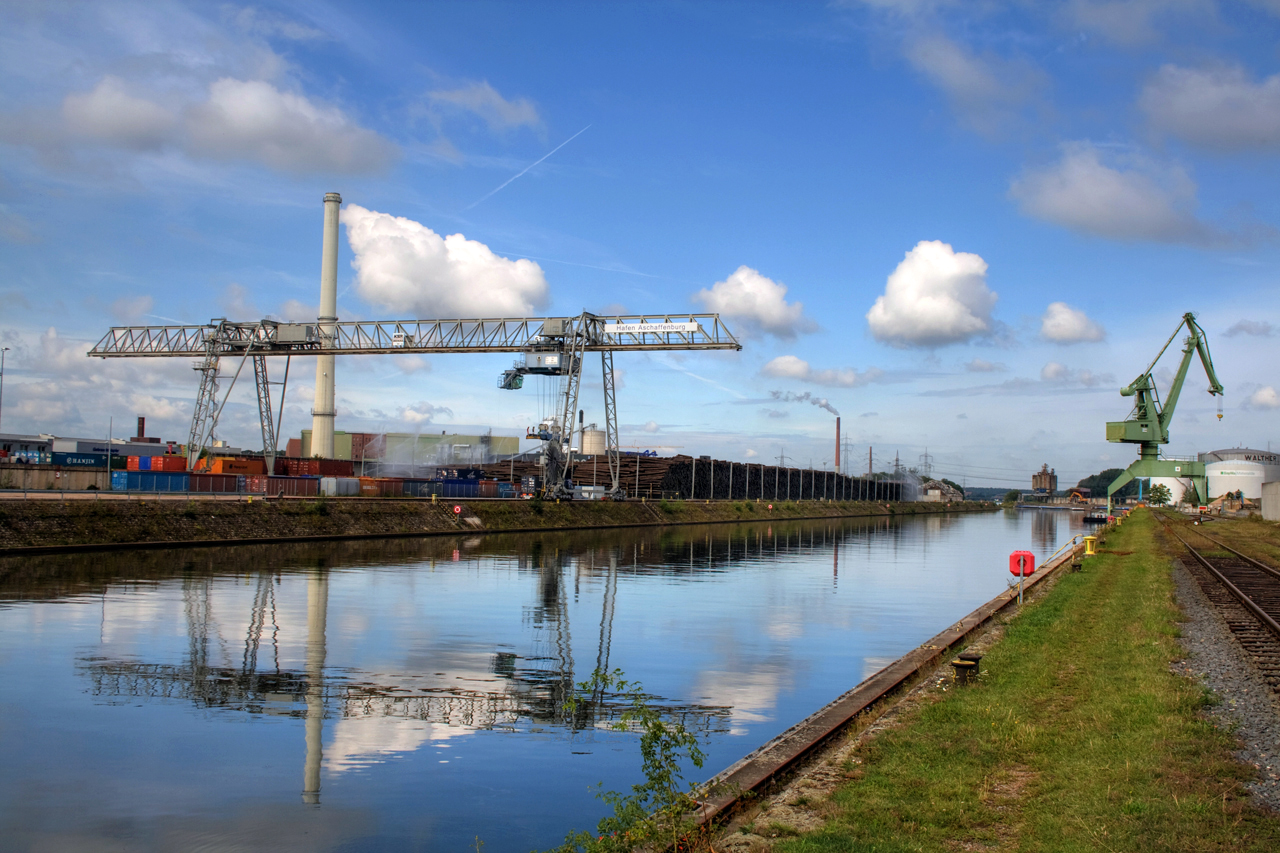
Bayernhafen Aschaffenburg

Der Staatshafen Aschaffenburg liegt an der transeuropäischen Wasserstraße Rhein-Main-Donau, gehört zur Bayernhafen Gruppe und umfasst das größte Gewerbegebiet am Bayerischen Untermain. Neben der trimodalen Containerumverladung zwischen Straße, Schiene und Wasser liegt der Schwerpunkt in den Bereichen Logistik, Versorgung und Recycling. Im Jahr 2005 lag der Güterumschlag bei 2,8 Mio. Tonnen, 2011 bei 3,3 Mio. Tonnen.
Von 1886 bis 1938 war Aschaffenburg eine der Anlaufstellen der Kettenschifffahrt auf dem Main.

#### Straßenverkehr
Aschaffenburg ist über drei Anschlussstellen an die A 3 angebunden (Aschaffenburg-Ost, Aschaffenburg-Zentrum (vormals -West) und Aschaffenburg-West (vormals Stockstadt)). Über die A 3 gelangt man nach Frankfurt am Main (etwa 40 Kilometer entfernt) und Würzburg (etwa 80 Kilometer entfernt). Einige Kilometer westlich von Aschaffenburg, am Seligenstädter Dreieck liegt der südliche Endpunkt der Bundesautobahn 45 Dortmund-Aschaffenburg, der sog. Sauerlandlinie. Die B 469 verbindet die A 45 mit der A 3 und reicht auf ihrem Weg nach Amorbach von Westen nahe an das Stadtgebiet heran. Von ihrer Anschlussstelle Großostheim-Nord verläuft die Bundesstraße B 26 durch die Innenstadt und nimmt dabei die B 8 auf. Im Bundesverkehrswegeplan 2030 ist der vierstreifige Ausbau der B 26 auf einer Länge von 3,4 km im Stadtgebiet von Aschaffenburg und im Gemeindegebiet von Stockstadt am Main mit Gesamtkosten von 22,1 Mio. € enthalten.
Mit dem Ausbau der B 26 wurde 2022 im Stadtgebiet von Aschaffenburg begonnen. Dabei werden die Zufahrten zum Mainhafen Aschaffenburg mit Abbiegespuren versehen und die Bundesstraße einer Länge von 1,3 km vierstreifig ausgebaut.

#### Städtische Ringstraße
Bereits 1896 wurde entlang der Bahnstrecke Aschaffenburg–Miltenberg zwischen der Schweinheimer und der Goldbacher Straße eine 13 m breite Ringstraße geplant – heute Kurmainzer-, Wittelsbacher- und Hohenzollernring.
Nach der Eingemeindung von Damm und Leider 1901 und später mit der Zunahme des motorisierten Verkehrs begann Mitte der 1920er Jahre die Projektierung von Durchgangs- und Umgehungsstraßen: Schillerstraße, 1902; Mainbrücke am Schlotfegergrund als Verbindung der Hanauer Straße mit der Darmstädter Straße, 1925; Schlachthofstraße, 1932, später Südring, heute Südbahnhofstraße; Bahnweg, 1931 in Abstimmung mit der damals noch selbständigen Gemeinde Schweinheim; Liebigstraße, 1931; die heutige Spessartstraße, 1931.
Nach 1947 wurde entlang dieser Trassen 70 Jahre lang an einer in sich geschlossenen Städtischen Ringstraße geplant und gebaut. Der erste größere Abschnitt, der Mitte der 1960er Jahre verkehrswirksam wurde, entspricht außer den Planungen für den Ring zugleich einem früheren Projekt der Stadt Aschaffenburg für eine „Umgehungsstraße Damm“ (siehe oben). Dieses nicht ausgeführte Projekt sollte die Reichsstraßen (heute Bundesstraßen) Nrn. 8 und 26 zwischen der Schwarzen Brücke (Wilhelmstraße) und dem Goldbacher Viadukt miteinander verbinden. Begünstigt wurden diese unterschiedlichen, aber im Zentrum von Damm identischen Projekte durch die Folgen des Luftkriegs, nämlich die völlige Zerstörung der Nordseite der ehemaligen Kästergasse. Dieser erste verkehrswirksame Ringabschnitt hat die Glattbacher Straße über die Schillerstraße mit der Burchardstraße verbunden. Danach, aber ebenfalls noch Mitte der 1960er Jahre, wurde die Ebertbrücke fertiggestellt. Auch die südlichen Abschnitte der Ringstraße, die seit 1964 in Tieflage projektiert und in den 1970er Jahren mit der Adenauerbrücke begonnen wurden, sind zum Teil schon seit Jahrzehnten in Betrieb und entlasten die Innenstadt vom Durchgangsverkehr.
Ein weiteres Teilstück in der Oststadt ist seit dem 28. Juni 2013 verkehrswirksam. Damit konnten die Autobahnumleitungen U 48 und U 77 von der Schillerstraße auf die Städtische Ringstraße verlegt werden.
2011 wurde mit dem Bau des nördlichen Ringabschnitts entlang der Bahnlinie Frankfurt–Nürnberg begonnen. Möglich wurde dies, wie schon beim südlichen Abschnitt entlang der Bahnstrecke Aschaffenburg–Miltenberg durch die Jahrzehnte zuvor erfolgte Stilllegung von Gleisanlagen. Die ersten Teilstücke des Nordrings wurden im Mai und im Dezember 2012 für den Verkehr freigegeben. Im Februar 2014 wurde zur Verknüpfung des Nordrings mit dem bestehenden Westring im Bereich Hanauer Straße eine Straßenunterführung unter die Gleise geschoben. Der am 10. Juli 2017 eröffnete Nordring entlastet die durch Wohngebiete führende Schillerstraße, die bis dahin die Funktion einer Ringstraße erfüllte. Die Bedarfsumleitungen zwischen den Autobahnanschlussstellen Aschaffenburg Ost und Aschaffenburg West, nämlich die U77 und die U48 sowie die Bundesstraße 26 verlaufen allerdings nach wie vor über die südliche und östliche Ringstraße bzw. über die Strecke Hanauer Straße – Friedrich- und Weißenburger Straße – Goldbacherstraße.

#### Öffentlicher Nahverkehr
Innerhalb des Stadtgebietes gibt es 15 Buslinien der Stadtwerke Aschaffenburg, die im 15-, 20-, 30- und 60-Minuten-Takt bedient werden. Der Landkreis Aschaffenburg, der Landkreis Miltenberg sowie einige hessische Ziele werden durch fünf Buslinien der KVG und durch zwölf Buslinien der VU angefahren. Mit weiteren vier Bahnlinien der Deutschen Bahn bildet sich die Verkehrsgemeinschaft am Bayerischen Untermain, die VAB.
Außerhalb der Busfahrzeiten gibt es einen Service Anrufsammeltransport, mit denen man jedes Ziel erreichen kann, das sonst durch das regelmäßige Angebot der Stadtwerke angebunden ist. 2022/23 wurde an Sonn- und Feiertagen ein City-Shuttle-Service von CleverShuttle und Ioki im Auftrag der Stadtwerke Aschaffenburg angeboten. Die Fahrzeuge des City-Shuttles fuhren ausschließlich nach Bestellung durch den Fahrgast (On-Demand).

#### Ferienstraßen und Radfernwege
- Die Bocksbeutelstraße gehört zu den deutschen Weinstraßen. Sie führt entlang des Maines und seiner Nebenflüsse bis an die Rhön und den Steigerwald.
- Die Route der Industriekultur Rhein-Main führt durch Städte und Gemeindeverbände im Rhein-Main-Gebiet, die ihre industriegeschichtlichen Denkmäler erschließen.
- Die Deutsche Limes-Straße ist eine touristische Route, die entlang des Obergermanisch-Raetischen Limes vom Rhein zur Donau führt.

Darüber hinaus verlaufen insbesondere am Mainufer folgende Radfernwege:
- Der Main-Radweg führt von den beiden Quellen des Maines entlang des Flusses bis zu dessen Mündung in den Rhein bei Mainz. Er hat eine Gesamtlänge von etwa 600 Kilometern.
- Die D-Route 5 (Saar-Mosel-Main) über 1021 km von Saarbrücken über Trier, Koblenz, Mainz, Frankfurt am Main, Würzburg und Bayreuth bis zur tschechischen Grenze.
- Der Deutsche Limes-Radweg folgt dem Obergermanisch-Raetischen Limes über 818 km von Bad Hönningen am Rhein nach Regensburg an der Donau.

#### Flugverkehr

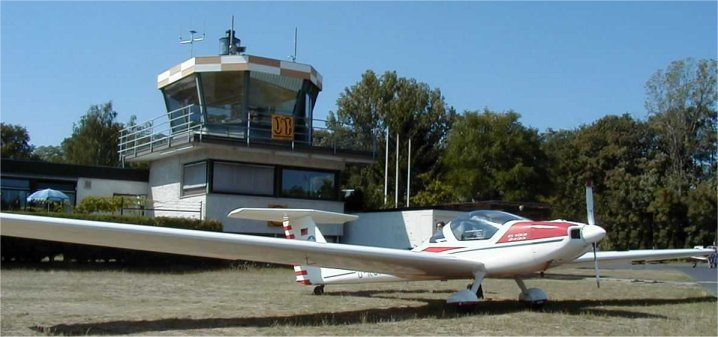
Verkehrslandeplatz Aschaffenburg

Der Flugplatz Aschaffenburg ist als Verkehrslandeplatz kategorisiert und befindet sich etwa 2 km südwestlich des Stadtgebietes im Markt Großostheim. Im Süden des Stadtgebietes an der Grenze zu Markt Sulzbach befindet sich zudem das Segelfluggelände Altenbachtal.

### Medien

#### Druckmedien
- Main-Echo, Tageszeitung mit Tochterpublikationen
- PrimaSonntag, Anzeigenblatt aus dem Funkhaus Aschaffenburg
- Showtime-Magazin: monatliches Szene- und Fotomagazin für Aschaffenburg und Miltenberg
- FRIZZ Das Magazin
- Brot & Spiele: Kulturmagazin für Aschaffenburg und Umgebung

#### Rundfunk und Fernsehen
- Radio Primavera
- Radio Galaxy
- main.tv

### Öffentliche Einrichtungen

#### Archive und Bibliotheken
Das kommunale Archiv Aschaffenburgs ist das im Schönborner Hof untergebrachte Stadt- und Stiftsarchiv.
Die Stadt verfügt neben zahlreichen kleineren über vier zentrale Bibliotheken, die im Aschaffenburger Bibliotheksnetz zusammengeschlossen sind: Neben der Stadtbibliothek Aschaffenburg gibt es die Bibliothek der Technischen Hochschule, die dem Stadt- und Stiftsarchiv angeschlossene Landeskundliche Bibliothek für Spessart und Untermain sowie die Hofbibliothek Aschaffenburg, die als Regionalbibliothek für den bayerischen Untermain zuständig ist.

#### Friedhöfe
- Altstadtfriedhof
- Waldfriedhof im Stadtteil Leider mit dem am 26. Februar 1975 in Betrieb genommenen Krematorium.
- Friedhof im Stadtteil Leider
- Friedhof im Stadtteil Schweinheim
- Friedhof im Stadtteil Gailbach
- Friedhof im Stadtteil Damm
- Nordfriedhof im Stadtteil Strietwald
- Dorffriedhof im Stadtteil Obernau
- Waldfriedhof im Stadtteil Obernau
- Jüdischer Friedhof am Altstadtfriedhof, im Stadtteil Schweinheim und im Waldfriedhof des Stadtteils Leider

#### Gesundheit und Soziales
Insgesamt gibt es im Stadtgebiet von Aschaffenburg 900 Krankenhausbetten in drei Krankenhäusern, darunter das Klinikum Aschaffenburg-Alzenau, welches zu den zehn größten Krankenhäusern Bayerns zählt.
Für ältere Menschen gibt es in der Stadt sieben Alten- und Pflegeheime, die Platz für 720 Bewohner bieten. Hinzu kommen 244 seniorengerechte Wohnungen in 14 Wohnanlagen und ca. 162 Möglichkeiten für betreutes Wohnen in drei verschiedenen Einrichtungen. Die Initiative Sozialnetz Aschaffenburg stellt Informationen über Beratungseinrichtungen, Behörden, Organisationen, Vereine und kirchliche Einrichtungen im Hinblick auf soziale Fragen bereit.

#### Justiz
Aschaffenburg ist Sitz eines Landgerichts. Der Bezirk des Landgerichts Aschaffenburg umfasst die kreisfreie Stadt Aschaffenburg sowie die Landkreise Aschaffenburg und Miltenberg. Zum Landgerichtsbezirk gehören das Amtsgericht Aschaffenburg mit seiner Zweigstelle Alzenau in Unterfranken sowie das Amtsgericht Obernburg a. Main mit der Zweigstelle Miltenberg.
Eine Justizvollzugsanstalt befindet sich im Stadtteil Strietwald. Jahrelang existierte auch ein Untersuchungsgefängnis in der Alexandrastraße in der Innenstadt (im Volksmund saßen Inhaftierte „hinner de Sandkersch“ – hinter der Sandkirche).

### Bildung

#### Gegenwärtige Bildungseinrichtungen

##### Schulen
Die ca. 20.000 Schüler Aschaffenburgs besuchen insgesamt 52 Schulen. Dazu gehören: zwölf Grundschulen, fünf Mittelschulen, drei Realschulen, eine Wirtschaftsschule, vier Gymnasien (Friedrich-Dessauer-Gymnasium, Karl-Theodor-von-Dalberg-Gymnasium, Kronberg-Gymnasium Aschaffenburg, Gymnasium der Maria-Ward Schule), fünf Förderschulen und 22 Fach- und berufliche Schulen. Mehr als 3000 Kurse werden jährlich in der Volkshochschule Aschaffenburg für 63.500 Teilnehmer angeboten.
1919 Kinder, Jugendliche und Erwachsene nehmen an Kursen der Städtischen Musikschule Aschaffenburg teil, die jedes Jahr Erfolge auch im Wettbewerb Jugend musiziert vorzuweisen hat. Sie wurde 1810 eröffnet und gilt als älteste Musikschule Deutschlands. Unterstützt werden die Schulen Aschaffenburgs durch die Stadtbibliothek, bei der fast 80.000 Medien (Bücher, Tonträger etc.) mehr als 430.000-mal im Jahr entliehen werden. Aschaffenburg besitzt seit Jahrzehnten auch eine von zehn in Deutschland existierenden Steinmetz-Meisterschulen.

##### Hochschule

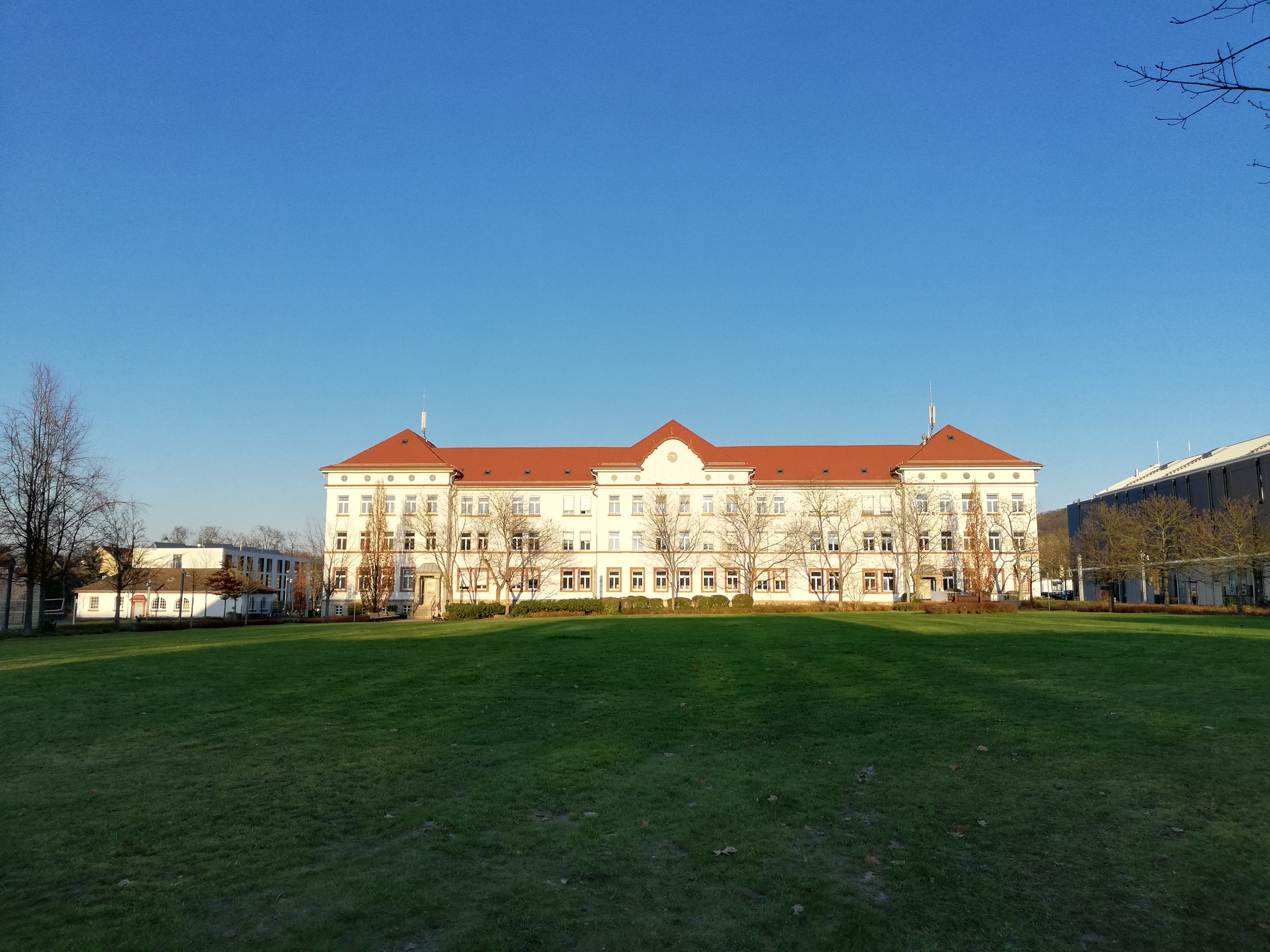
Ein Gebäude der TH Aschaffenburg (2012)

Am 5. Oktober 1995 nahm die Technische Hochschule Aschaffenburg den Lehrbetrieb zunächst als Abteilung der Fachhochschule Würzburg-Schweinfurt-Aschaffenburg auf.
Am 1. Oktober 2000 wurde diese Abteilung als Fachhochschule eigenständig und in die Fakultäten Ingenieurwissenschaften (IW) sowie Wirtschaft und Recht (WR) gegliedert.
Seit Beginn des Sommersemesters 2019 trägt die Hochschule für angewandte Wissenschaften die Bezeichnung Technische Hochschule Aschaffenburg, kurz TH-AB.
Im Zuge der Akademisierung der Hebammenausbildung wurde zum Wintersemester 2022/2023 der Studiengang Hebammenkunde eingerichtet und hierfür die Fakultät Gesundheitswissenschaften (GW) gegründet.

##### Fachakademie für Sozialpädagogik

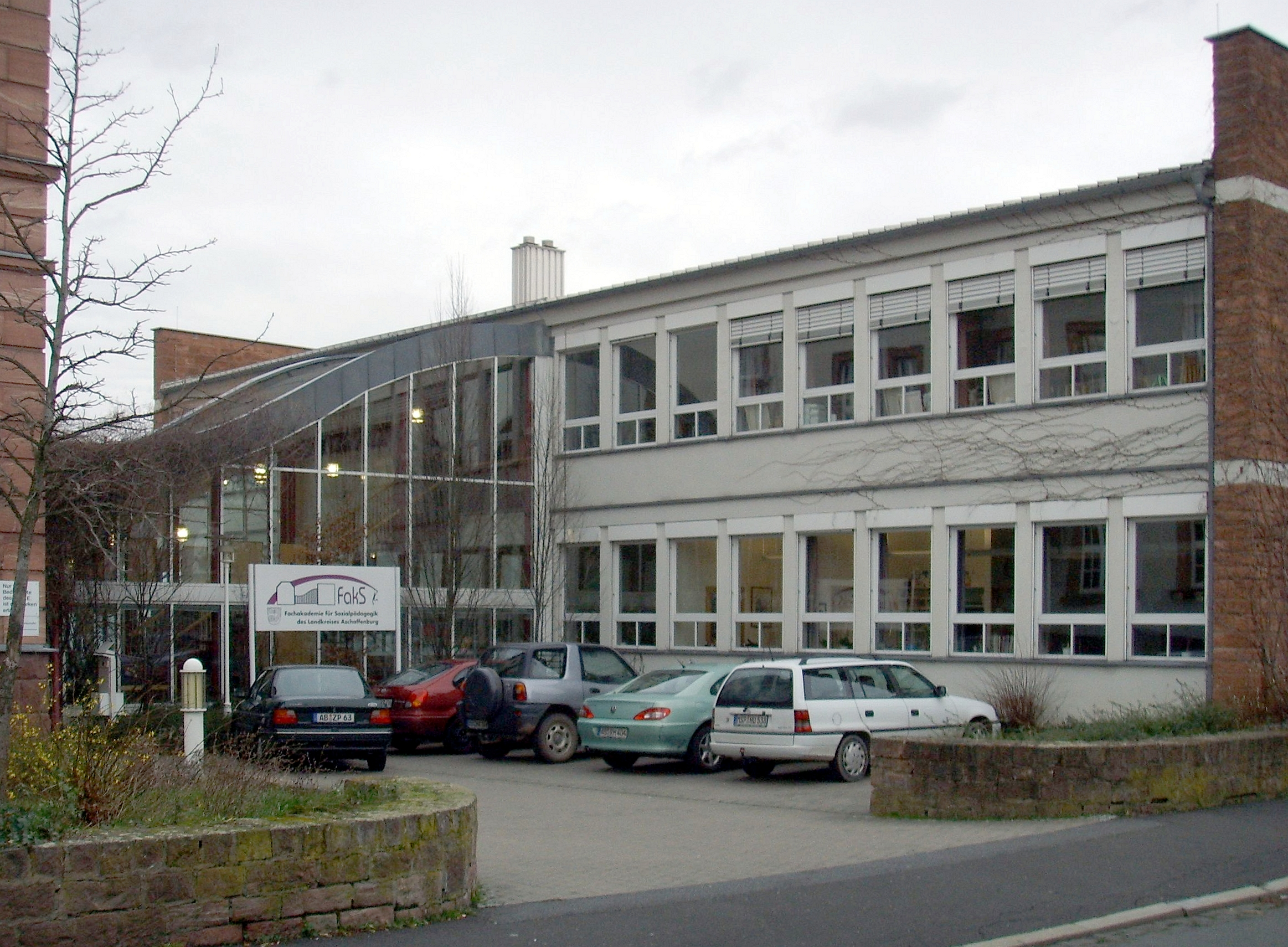
Fachakademie für Sozialpädagogik

Die Fachakademie für Sozialpädagogik ist eine Ausbildungsstätte für Erzieher. Sie befindet sich im Stadtteil Damm und verabschiedet jährlich rund 90 Absolventen. Die Einrichtung wurde 1973 gegründet und ist seit Mitte der 1990er Jahre besonders für ihre jährlichen Musicalaufführungen in der Maintalhalle Mainaschaff im Umkreis bekannt. Im Jahr 2012 ging die Trägerschaft vom Landkreis Aschaffenburg zur Caritas Schulen gGmbH Würzburg über.

#### Historische Bildungseinrichtungen

##### Universität
Die Karls-Universität Aschaffenburg wurde 1808 durch Karl Theodor von Dalberg als Fürstlich Primatische und Erzbischöflich Regensburgische Universität zu Aschaffenburg im Zuge der Napoleonischen Neuordnung der rechtsrheinischen Gebiete mittels der Rheinbundakte im neugebildeten Staat des Fürstprimas gegründet. Bereits 1809 erfolgte die Umbenennung. Die Hochschule bestand auch nach dem Aberkennen des Universitätsstatus 1818 in umgewandelter Form als Bayerisches Lyzeum Aschaffenburg, einer hochschulgleichen Einrichtung des Königreich Bayerns bis 1873 fort.

##### Forstliche Hochschule

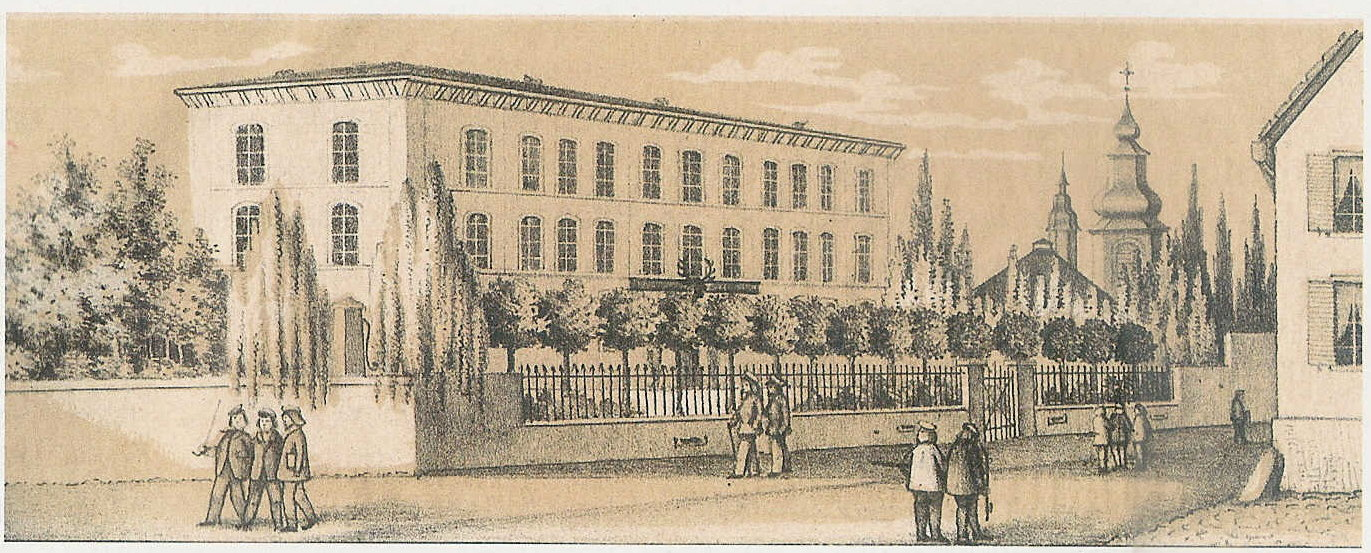
Bayerische Forstlehranstalt Aschaffenburg um 1854

Die Forstliche Hochschule Aschaffenburg war eine Ausbildungsstätte für Forstbeamte des Königreichs Bayern. Sie bestand unter verschiedenen Namen von 1807 bis 1910, mit einer Unterbrechung von 1832 bis 1844, in Aschaffenburg. Das Gebäude an der Alexandrastraße wurde danach für die Oberrealschule Aschaffenburg genutzt und im Jahre 1968 abgerissen. An der Stelle steht heute eine mehrstöckige Wohnanlage mit Tiefgarage („Parkhaus Alexandrastraße“).

## Persönlichkeiten
Anerkennungen
Die Stadt Aschaffenburg würdigt Personen, die sich um die Stadt besonders verdient gemacht haben. Diese Anerkennung leistet die Stadt Aschaffenburg mit der Verleihung von:
- Ehrenbürgerschaften in Aschaffenburg
- Bürgermedaille der Stadt Aschaffenburg
- Kulturpreis der Stadt Aschaffenburg
- Ehrenbrief für hervorragende Verdienste in der Sportführung

Personen
Für Personen mit Bezug zu Aschaffenburg siehe: Liste von Persönlichkeiten der Stadt Aschaffenburg.

## Sonstiges

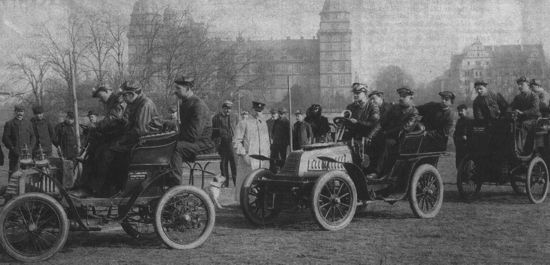
Fahrunterricht auf dem kleinen Exerzierplatz 1906, im Hintergrund das Aschaffenburger Schloss

- Fahrunterricht auf dem kleinen Exerzierplatz 1906, im Hintergrund das Aschaffenburger Schloss1904 eröffnete der Architekt Rudolf Kempf die „Erste deutsche Autolenkerschule“, die dem „Kempf’schen Privat-Technikum Aschaffenburg“ angegliedert war. Sie wurde Ende 1906 wieder geschlossen, Kempf verließ Aschaffenburg und übersiedelte nach Mainz. Zum 100. Jubiläum 2004 wurde am ehemaligen Standort eine Stele errichtet, geschaffen von Meisterschüler Bernhard Chemin aus der Städtischen Fachschule (Meisterschule) für Steinmetzen und Steinbildhauer in Aschaffenburg.
- Eine volkstümliche Figur ist der Aschaffenburger Maulaff. Maulaff ist auch ein Ortsneckname der Aschaffenburger.
- Vielfach wird die Stadt ob ihres milden Klimas als Bayerisches Nizza bezeichnet. Angeblich stammt diese Aussage von König Ludwig I.[83][84][85], was allerdings nicht belegt ist.[86] Auch nennt sie sich Tor zum Spessart.[87]
- Das siebente Wahrzeichen der Stadt ist der Ascheberscher Arsch – ein Stein der Schlossgartenmauer. Seine beiden übereinander liegenden Buckel lassen an die Figur des Buchener Bleckers denken und werden daher für einen Scherz der Erbauer gehalten.[88]